# Зоря (Луганськ)
«Зоря́» — український футбольний клуб з міста Луганська, заснований у 1923 році. Протягом своєї історії клуб виступав під назвами «Металіст», «Дзержинець», «Трудові резерви» та «Зоря-МАЛС». Найвищим досягненням команди за історію стало здобуття титулу Чемпіона СРСР 1972 року. Двічі (в 1974 та 1975 роках) «Зоря» грала у фіналах Кубка СРСР. Крім того, клуб тричі здобував титул чемпіона УРСР.
Після розпаду Радянського Союзу «Зоря» опинилася у Вищій лізі України, проте через фінансові труднощі вибула спочатку в Першу лігу, а потім і в Другу лігу чемпіонату України. В сезоні 2006/07 команда повернулася до Вищої ліги (з 2008 року — Прем'єр-ліга), де виступає й нині. Найвищим здобутком клубу в Прем'єр-лізі є 3-тє місце в сезонах 2016/17, 2019/20, 2020/21, 2022/23. У сезонах 2015/16 та 2020/21 «Зоря» виходила до фіналу Кубка України.
Домашньою ареною клубу є стадіон «Авангард» у Луганську, проте внаслідок війни на сході України з сезону 2014/15 «Зоря» була вимушена грати на стадіоні «Славутич-Арена» у Запоріжжі. У сезоні 2016/17 команда проводила свої ігри Ліги Європи на одеському стадіоні «Чорноморець».
В різні роки за команду виступали відомі радянські та українські футболісти, такі як: Йожеф Сабо, Ігор Гамула, Олександр Заваров, Тимерлан Гусейнов, Анатолій Куксов, Олег Кононов, Геннадій Зубов, Володимир Онищенко, Олег Шелаєв, Ігор Шуховцев, Володимир Єзерський, Сергій Андрєєв, Сергій Юран, Руслан Маліновський, Микита Каменюка, Олександр Караваєв, В'ячеслав Чечер, Едуард Соболь, Владислав Кулач, Андрій Лунін, Олександр Тимчик, Олександр Гладкий, Євген Шахов.

## Історія

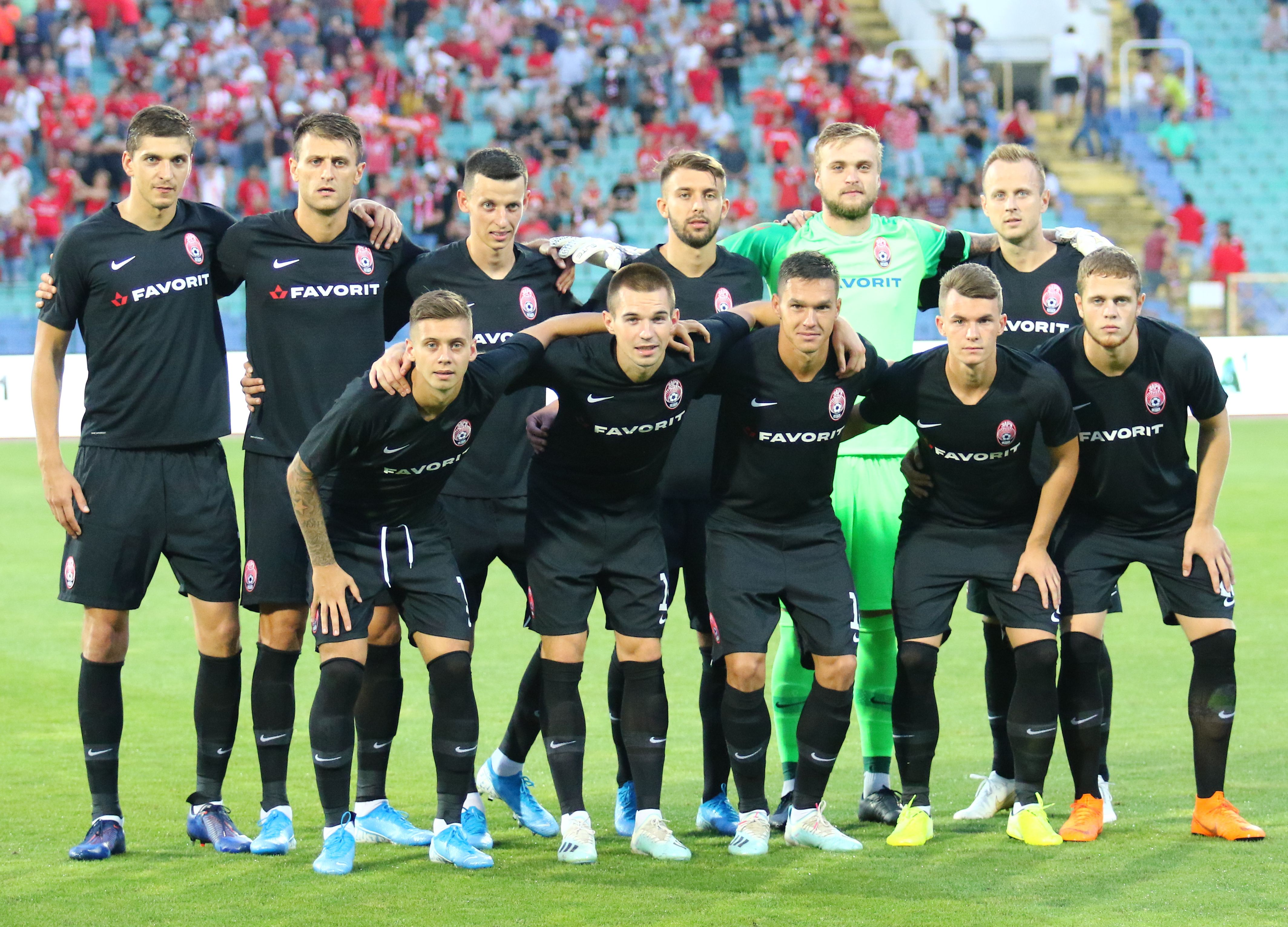
«Зоря» (Луганськ) у 2019 році

Протягом своєї історії луганський клуб виступав під такими назвами: «Металіст» (1923–1936), «Дзержинець» (1937–1947 та 1952–1953), «Трудові резерви» (1948–1951 та 1957–1963), «Зоря» (1964–1991 та з 1995), «Зоря-МАЛС» (1992–1995).

### Луганський футбол на початку ХХ століття
За свідченням істориків розвиток футболу на Луганщині веде свій відлік з 1908 року, коли на паровозобудівному заводі Гартмана було створено «Товариство розумних розваг». Однією з дисциплін товариства стала гра у м'яч ногами, тому на прохання керівництва товариства викладач гімнастики міністерського училища заводу — Генріх Држевіковський — привіз з Праги шкіряний футбольний м'яч.
Перша футбольна команда паровозобудівників проводила свої тренування на пустирі поблизу заводу, а матчі — на стадіоні, спорудженому на місці теперішньої площі Героїв Великої Вітчизняної війни. Тогочасний стадіон являв собою поле, обрамлене канавою, а воротами слугували два стовпи, що з'єднувалися між собою мотузкою, що заміняла поперечину.
На початку XX століття виникають футбольні команди в Алчевську, Брянці, Лозовій Павлівці, на Криворізькому та Кадіївському рудниках. З 1911 року почали проводитися регулярні зустрічі між командами міст та селищ Луганської округи, а у 1913 році в Костянтинівці створено футбольну лігу Донбасу. В 1913 році відбулася пам'ятна зустріч молодіжних команд Луганська і Алчевська, що завершилася вольовою перемогою луганських спортсменів з рахунком 3:1. До Жовтневої революції луганська команда регулярно проводила ігри з суперниками з інших міст регіону. В роки Першої світової війни, Жовтневої революції та громадянської війни футбол у Луганську занепав.
Відродження луганського футболу припадає на початок 1920-х років, коли в місті починають проводитися товариські матчі між збірними командами вулиць міста. Створюються команди Катеринославської, Миколаївської, Конюшенної вулиць та Гусинівки. Ігри між командами проводилися на Миколаївській площі, біля Воскресенської церкви або ж на Гусинівці. Кожна з цих команд мала власні традиційні кольори: гравці Катеринославської вулиці мали біло-зелені майки та сині труси, команда Конюшенної вулиці виступала в червоно-чорних кольорах, гусинівські футболісти грали в білій формі, гравці з Миколаївської — в синій.
У 1920-х роках створюються футбольні команди в інших містах теперішньої Луганської області: у 1920 — «Гасло» (Старобільськ), у 1923 — «Шахтар» (Кадіївка).

### Створення клубу та перші виступи

Команда «Металіст» 1923 року

1923 року на Паровозобудівному заводі імені Жовтневої революції створюється команда «Металіст». Свої домашні ігри команда проводила на стадіоні імені Леніна, відкритому в 1922 році.
В 1924 році стартував перший розіграш чемпіонату Луганської округи з футболу, який розігрувався між 8 командами. У фінальному матчі зіграли команди Луганська та Сніжного, в якому перемогу здобули луганські футболісти.
1927 року команда Луганської округи, яку представляли футболісти з Кадіївки, взяла участь у IV Всеукраїнській Спартакіаді. В першому матчі була обіграна Старобільська команда — 3:0. У фінальній стадії турніру кадіївська команда переграла команди з Дружківки та Ніжина і зазнала поразки в матчі з командою Сталіного, яка виборола звання чемпіона Донбасу. В фіналі, що проходив 19-31 серпня 1927 року у Харкові, команда Луганської округи посіла п'яте місце. В тому ж році в Луганську було проведено першу міжнародну товариську гру, в якій збірна міста поступилася робітничій команді з Австрії.
В 1928 році проходить розіграш Всеукраїнської першості з футболу. В першому матчі збірній команді Луганська було зараховано технічну перемогу через відсутність команди зі Старобільська, у другому матчі луганську команду було розгромлено з рахунком 8:1 збірною Миколаєва, яка зайняла третє місце в чемпіонаті.

Луганський «Металіст» та австрійська команда перед матчем (1927 рік)

У 1930 році в Луганську було проведено чемпіонат міста, в якому перемогу здобула об'єднана команда будівельного і машинобудівного технікумів.
Протягом 6-16 серпня 1932 року було проведено чемпіонат Донецької області, який був відбірним етапом до чемпіонату УРСР. В розіграші взяли участь 8 найсильніших команд регіону — з Кадіївки, Горлівки, Сталіно, Луганська, Лисичанська, Чистякового, Костянтинівки та Краматорська. Луганський "Металіст"в півфінальному матчі програв команді Сталіного — 1:7, яка разом з командою Горлівки здобула право виступати в чемпіонаті УРСР.
1933 року луганське «Динамо» зайняло друге місце в чемпіонаті Донбасу, пропустивши вперед лише футболістів зі Сталіно.

«Дзержинець» — переможець чемпіонату УРСР 1938 року

Протягом 1934 року в регіоні створюється мережа дитячо-юнацьких спортивних шкіл, починають проводитися змагання між дитячими командами. В жовтні 1934 року пройшла перша Спартакіада студентів Донбасу, в якій у фінальному матчі футбольного турніру луганська студентська команда поступилася студентській команді Сталіно — 0:4.
У чемпіонаті УРСР 1935 року всі команди були розбиті на три групи. Команда Ворошиловграда опинилася в третій групі, де стала переможницею. На шляху до фіналу луганці здолали команди Кам'янського — 3:1 та Житомира — 5:0. У фінальному поєдинку ворошиловградська команда перемогла команду Запоріжжя — 2:1. Однак, результат матчу було анульовано через наявність у складі луганців воротаря Павлова, якого було заграно за команду Кадіївки. Повторний матч між цими командами знову завершився перемогою ворошиловградських футболістів з рахунком 3:1. Команда Ворошиловграда здобула право наступного сезону виступати у другій групі.
В 1936 році на Паровозобудівному заводі імені Жовтневої революції було утворено нове спортивне товариство під назвою «Дзержинець». У Ворошиловграді з'явилася однойменна команда, що утворилась шляхом об'єднання «Металіста» та «Динамо». Вибір назви для новоствореної команди зумовлювався тим, що в той період на заводі випускався паровоз марки ФД (Фелікс Дзержинський). В іграх другої групи чемпіонату України «Дзержинець» посів третє місце.
1937 року «Дзержинець» здобув право виступати в першій групі чемпіонату УРСР, ставши чемпіоном другої групи, а також дійшов до 1/8 фіналу Кубку УРСР та 1/16 Кубку СРСР. В складі ворошиловградської команди виступали Гребенюк, Свідинський, Мазанов, Морозов, Красюк, Носко, Мовчан, Бровенко, Чернявський, Волощенко, Локотош, Ситніков, Євдокимов, Мирошніков, Іщенко. Граючим тренером був Кладько.
У 1938 році «Дзержинець» провів 11 матчів, 9 з яких виграв і 2 звів унічию, ставши чемпіоном УРСР та здобувши право виступати в групі «Б» чемпіонату СРСР.
Сезон 1939 року в дивізіоні Б «Дзержинець» завершив 16-м (з 23-х), набравши 19 очок, а в Кубку СРСР команда дійшла до 1/16 фіналу.
У 1940 році кількість команд у групі «Б» було зменшено до 14-ти — тому «Дзержинець» знову опинився в першій групі чемпіонату УРСР. Через пониження у класі ворошиловградці втратили кількох провідних гравців, серед яких Г. Мазанов, Н. Красюк та П. Юрченко. В 1940 році «Дзержинець» зайняв п'яте місце в чемпіонаті.

### Післявоєнне відродження
В 1944 році у Ворошиловграді створюється команда «Динамо», що складалася переважно з харківських футболістів, запрошених до міста керівником НКВС міста полковником Садовніковим. Першим післявоєнним турніром на території УРСР став Кубок республіки, в якому взяли участь 34 команди. «Динамо» в першому турі кубку перемогло «Трактор» з Харкова, у другому — «Сталь» з Костянтинівки. В третьому турі суперником ворошиловградської команди став харківський «Локомотив», який завдав луганцям найбільшої поразки за всю історію існування команди — 0:11.
В 1945 році через незадовільний стан стадіонів міста «Динамо» зіграло всього три поєдинки. 1 червня в товариській грі у Ворошиловську динамівці здолали місцеву «Сталь» — 4:1, 14 жовтня на своєму полі поступилися команді Балтійського флоту. Єдиний офіційний поєдинок ворошиловградського «Динамо» відбувся у Дніпропетровську в рамках 1/32 розіграшу Кубку УРСР, де динамівці поступилися місцевій «Сталі» з рахунком 3:4.
В 1946 році ворошиловградське «Динамо» взяло учать в чемпіонаті УРСР, де в своїй підгрупі стало другим. За регламентом турніру команди, що зайняли другі місця в своїх підгрупах, мали провести турнір між собою. Ворошиловградська команда, програвши всі три поєдинки, опинилась на останньому четвертому місці. Ворошиловградський «Дзержинець» того року став першою командою Ворошиловградської області, що взяла участь в чемпіонаті УРСР серед юнацьких команд.
Протягом 1947–1948 років ворошиловградське «Динамо» грало в другій групі чемпіонату СРСР. В 1948 році команда виграла Кубок Центральної Ради спортивних товариств «Динамо».
В 1948 році за ініціативою обкому партії було заново створено команду «Трудові резерви», куди були запрошені найкращі футболісти Ворошиловградської області. В чемпіонаті СРСР сезону 1949 року у другій групі новостворена команда опинилася на три рядки вище динамівців, які зайняли останню 18 позицію.
В 1950 році більша частина гравців «Динамо» перейшла до «Трудових резервів», що дозволило команді виграти турнір у третій групі Чемпіонату УРСР та зайняти підсумкове друге місце за результатами фінального турніру у Києві. В сезоні 1951 року «Трудові резерви» знову виграли турнір у своїй підгрупі, але в фіналі були лише шостими.
З 1952 року, відповідно до рішення керівництва міста Ворошиловград, у футбольних турнірах його мала представляти команда «Дзержинець». За підсумками сезону команда посіла шосте місце.
Протягом 1953–1956 років Ворошиловград у чемпіонатах УРСР представляла команда «Авангард», яка усі сезони завершувала в середині турнірної таблиці.

### Клас «Б»
Після чергової реорганізації чемпіонату СРСР право на участь в зональному турнірі класу «Б» здобула й команда «Трудові резерви». Ворошиловградська команда була фактично заново сформована з гравців футбольної школи молоді Ленінградського технікуму фізичної культури і спорту. В 1957 році до команди прийшли Віктор Трусов, Леонід Лампасов, Віктор Гурєєв, Анатолій Бєляєв, Геннадій Макаркін, Дмитро Костенко. 31 березня 1957 року на стадіоні ім. К. Ворошилова «Трудові резерви» зіграли з харківським «Авангардом». Матч закінчився нульовою нічиєю. За перше коло турніру в складі «Трудових резервів» на поле вийшов 31 футболіст, середній вік команди склав 20 років. В період літньої перерви команду очолив Олексій Водягін. За підсумками сезону з 22 очками «Трудові резерви» випередили кадіївський «Шахтар» та ставропольські «Трудові резерви» та посіли 16 місце.
Наприкінці 1957 року у Ворошиловграді відбулася перша міжнародна футбольна зустріч. Суперниками «Трудових резервів» стала фінська команда «Гака». Перемогу в матчі з рахунком 7:2 здобула місцева команда, дублем в матчі відзначився Олександр Гулевський.
В сезоні 1958 року луганська команда обійняла шосту сходинку в турнірній таблиці. Протягом сезону «Трудові резерви» здобули 12 перемог, 10 матчів звели у нічию та у 8 програли. Незважаючи на значний прогрес в порівнянні з попереднім сезоном, виступи команди були так само нерівними.
Сезон 1959 року «Трудові резерви» розпочали перемогами в товариських зустрічах з однойменними командами з Липецька та Ленінграда та нічиєю з командою ветеранів Москви. Старт чемпіонату луганська команда провалила. Причиною невдач стали травми лідерів, а також проблеми з адаптацією в колективі молодих футболістів. Однак, за підсумками сезону «Трудові резерви» спромоглися зайняти четверте місце, здобувши 15 перемог, у тому числі 6 з розгромним рахунком.
Протягом трьох наступних сезонів «Трудові резерви» підіймалися на одну сходинку в чемпіонаті і у 1962 році стали переможцями другої групи класу «Б», завоювавши право наступного сезону виступати в класі «А».

### Друга група класу «А»

Перший секретар обкому партії у 1961—1973 роках Володимир Шевченко опікувався розвитком футболу у Луганську

В 1963 році луганські «Трудові резерви» дебютували в дивізіоні «А» і зайняли в підсумковій турнірній таблиці п'яте місце з вісімнадцяти. З 34 ігор луганські футболісти виграли 15, ще 11 звели унічию. Найкращим бомбардиром у складі «Трудових резервів» став Валентин Гришин з 13 голами в своєму активі. 1963 рік став останнім для команди «Трудові резерви», з сезону 1964 року Луганськ представляла команда під назвою «Зоря». В тому ж 1963 році у Ворошиловграді відбувся товариський матч між «Трудовими резервами» та бразильським «Флуміненсе», який завершився перемогою гостей — 2:0.
В 1964 році «Трудові резерви» було передано фізкультурному колективу тепловозобудівного заводу імені Жовтневої революції — товариству «Зоря». Роком раніше команда тепловозобудівників здобула титул чемпіона Луганської області та здобула право на участь в дивізіоні «Б». Чемпіонат в класі «А» 1964 року відбувався за схемою, де всі команди були розділені на дві підгрупи, по 13 команд в кожній. Ставши четвертою в своїй підгрупі, «Зоря» здобула право брати участь в розіграші місць з 1 по 14. Друга частина сезону виявилась менш успішною для луганської команди: набравши 23 очки, «Зоря» фінішувала одинадцятою.
В 1965 році «Зорю» очолив Костянтин Бєсков, колишній тренер збірної СРСР, що здобула срібні медалі чемпіонату Європи 1964 року. Під керівництвом нового тренера луганська команда в першому колі попереднього турніру не програла жодного матчу, здобувши 9 перемог та 6 разів зігравши унічию. Стабільність виступів дозволила «Зорі» посісти друге місце попереднього турніру. Однак, до кінця сезону команда втратила сили, опинившись за підсумками сезону лише на сьомому місці.
В 1966 році знову змінилась схема проведення чемпіонату. Тепер за єдину путівку до вищого дивізіону сперечались переможці трьох підгруп. «Зоря», очолювана тренером Євгенієм Горянським, стала переможницею своєї підгрупи і у фінальному турнірі мала зустрітися з литовським «Жальгірісом» та узбецьким «Політотдєлом». В іграх з цими командами «Зоря» здобула 2 перемоги та 2 нічиї і з 6 очками стала переможницею фінального турніру, що означало вихід до вищої ліги СРСР.

### Виступи в еліті СРСР
В 1967 році луганська «Зоря» вперше дебютувала серед найсильніших команд Радянського союзу. В першому ж матчі у вищій лізі луганські спортсмени здолали титулований московський «Спартак»: вже на першій хвилині нападник «Зорі» Богдан Кесло забив єдиного переможного м'яча. Загалом, в сезоні 1967 року луганська команда посіла 16 місце з 19 можливих, що дозволило їй продовжити свої виступи у вищому дивізіоні наступного року. Наступного сезону «Зоря» була вже тринадцятою.

Вболівальники «Зорі» в чемпіонському сезоні 1972 року

Сезон 1969 року проходив за новою формулою, де всі 20 команд вищої ліги були розділені на дві підгрупи по 10 команд в кожній. Після групового етапу по 7 найкращих колективів розігрували медалі, а 6 гірших команд мали сперечатися за 2 місця у вищій лізі наступного року. У своїй підгрупі луганська команда посіла п'яте місце. Однак, на наступному етапі, здобувши лише 5 перемог у 26 матчах, «Зоря» спромоглася зайняти лише 11 місце.
На початку 1970 року «Зорю» підсилив відомий футболіст київського «Динамо» Йожеф Сабо. Сезон 1970 року виявився найуспішнішим за всі роки виступів команди у вищій лізі СРСР. Здобувши низку перемог над іменитими суперниками, наприкінці сезону Зоря могла претендувати на призове місце, проте з 34 очками в активі посіла п'яту сходинку в підсумковій турнірній таблиці. Сезон 1971 року «Зоря» завершила більш вдало, зупинившись за крок від медалей — на четвертому місці.
На початку 1972 року з різних причин ворошиловградську команду залишила низка провідних гравців — Анатолій Лисаковський, Сергій Шкляр, Михайло Фоменко, Володимир Фурсов, Анатолій Шакун, Валерій Горнушкін. Однак, незважаючи на втрати, «Зоря» з перших ігор захопила лідерство в чемпіонаті. В першому ж матчі сезону ворошиловградські футболісти розгромили київське «Динамо» — 3:0. В наступних іграх проти грандів «Зоря» також святкувала перемоги: московський «Спартак» був переграний з рахунком 3:1, московські «Динамо» та ЦСКА 1:0, ленінградський «Зеніт» та єреванський «Арарат» 2:1 тощо. За три тури до завершення чемпіонату 29 жовтня на стадіоні Авангард «Зоря» зіграла унічию з московським «Торпедо» та достроково стала чемпіоном країни. Церемонія нагородження команди золотими медалями відбулася в приміщенні Луганського цирку. На церемонії нагородження був присутній Перший секретар обкому партії Володимир Шевченко, який підтримував команду. Після завершення переможного для себе сезону «Зоря» провела турне в Пакистані, де здобула 5 перемог у 5 товариських іграх з місцевими футбольними командами.

Чемпіони 1972 року

Наступні сезони «Зоря» проводила менш вдало. 1973 року команда фінішувала сьомою, а в сезоні 1974 року залишилася у вищій лізі тільки завдяки кращій різниці забитих і пропущених м'ячів. Сезон 1975 року «Зоря» завершила дев'ятою. Незважаючи на невдалі виступи в чемпіонаті країни, ворошиловградці двічі, в 1974 та 1975 роках, дійшли до фіналу кубка СРСР, де поступилися київському «Динамо» 0:3 (у додатковий час) та єреванському «Арарату» 1:2.
В 1976 році задля найкращої підготовки збірної СРСР до міжнародних турнірів було вирішено провести два чемпіонати, весняний й осінній. У весняній частині медалі розігрували 16 команд, однак дві гірші не вибували до нижчого дивізіону. Весняний чемпіонат «Зоря» завершила останньою, а осінній — дванадцятою.
Наступні два сезони «Зоря» займала дев'яту позицію. Сезон 1979 року став останнім для «Зорі» у вищій лізі радянського футболу. Набравши лише 20 очок та опинившись на передостанньому 17 місці, команда змушена була покинути вищий дивізіон та перейти до першої ліги.

### Нижчі дивізіони
1980 рік ознаменувався кадровими втратами «Зорі»: завершив свою спортивну кар'єру один з лідерів команди Віктор Кузнецов, до інших команд перейшли перспективні молоді гравці, як Ігор Гамула, Олександр Заваров, Олександр Полукаров, Сергій Журавльов, Олександр Сорокалет, Микола Князев та Володимир Кобзарєв. Після 20 ігор першого для себе сезону у першій лізі «Зоря» перебувала лише на 19 позиції. За 46 ігор чемпіонату футболісти «Зорі» забили у ворота своїх суперників 68 м'ячів, що стало третім показником результативності серед команд першої ліги. З 46 очками в своєму активі, ворошиловградська команда посіла 10 місце.

Чемпіони УРСР 1986 року

На початку сезону 1981 року до команд вищої ліги з «Зорі» перейшло ще кілька основних гравців (Галустов, Оленьов, Іванов, Малишенко). Протягом усього сезону «Зоря» залишалася у другій частині турнірної таблиці, фінішувавши в підсумку на 15 місці.
В сезоні 1982 року відбулися кадрові перестановки: команду очолив тренер Юрій Ращупкін, повернулися Олександр Заваров, Олександр Малишенко та Ігор Гамула, до команди прийшли молоді перспективні гравці - Віталій Тарасенко, Юрій Ярошенко. Сезон «Зоря» завершила шостою. В сезоні 1983 року «Зоря» опустилася на 13-ту сходинку, а вже наступного сезону вибула до другої ліги.
В другій лізі чемпіонату СРСР «Зоря» залишалась недовго. Вже у сезоні 1986 року команда посіла перше місце в своїй шостій групі (чемпіони УРСР) та перемогла в перехідному турнірі повернулася до першої ліги.
Сезон 1987 року ворошиловградський колектив завершив 16-м, а наступного року (20 місце) знову вибув до другої ліги, де став четвертим за підсумками сезону 1989 року.
В сезоні 1990 року «Зоря» виступала в західній групі буферної зони чемпіонату СРСР. Підсилена досвідченими гравцями, «Зоря» в підсумку стала лише сьомою. Наступного року команда, очолювана відомим у минулому ворошиловградським футболістом Анатолієм Куксовим, зайняла друге місце, що означало повернення до першої ліги чемпіонату СРСР.

### Незалежна Україна

#### 1992—2011

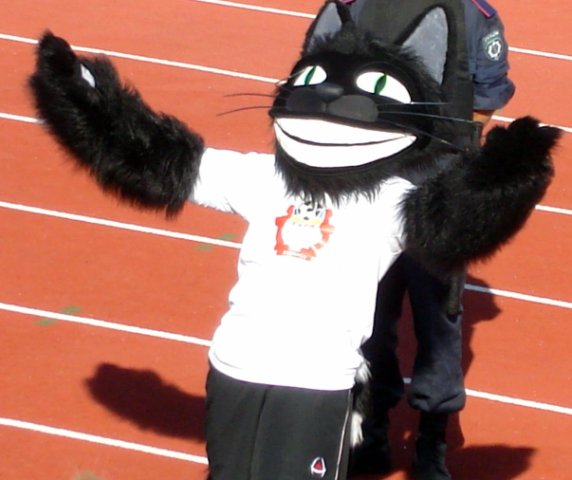
Талісман «Зорі» — Кіт

Після розпаду СРСР луганська команда опинилася в скрутному фінансовому становищі. Спонсором команди стало науково-виробниче комерційне об'єднання МАЛС, а першим президентом клубу став Володимир Тарасенко — очільник об'єднання. Протягом 1992–1996 років клуб виступав під назвою «Зоря-МАЛС».
16 лютого 1992 року відбувся перший офіційний матч в новітній історії клубу. В 1/32 розіграшу Кубку України «Зоря» зустрілася з очаківським «Маяком» і перемогла 3:1. Голи забивали Тимерлан Гусейнов, Володимир Фурсов та Олександр Севідов. Першим матчем луганської «Зорі» в чемпіонатах України стала виїзна зустріч з дніпропетровським «Дніпром», яка завершилася перемогою господарів з рахунком 2:0. Першу ж свою перемогу «Зоря» здобула в четвертому турі чемпіонату, перегравши вдома «Нафтовик» з Охтирки — 3:0. Загалом в своїй (другій) підгрупі «Зоря» стала сьомою з десяти команд.
Наступні три сезони луганська команда балансувала в нижній частині турнірної таблиці аж доки не залишила вищу лігу в сезоні 1995–1996 років.
Впродовж двох сезонів «Зоря» знаходилась серед першолігових команд, але сезон 1998–1999 розпочала вже у другій лізі українського чемпіонату. Протягом наступних п'яти сезонів «Зоря» трималася у першій частині турнірної таблиці. Перше місце в сезоні 2002–2003 років дозволив команді повернутися до першої ліги.
Перший сезон після повернення до першої ліги команда знаходилась у зоні вильоту або ж поблизу неї. У підсумку, з 37 очками у своєму активі луганський клуб завершив сезон на безпечному 15-у місці. На початку сезону 2004–2005 років керівництво клубу поставило перед командою завдання посісти місце не нижче сьомого. Задля цієї мети в клубі відбулися радикальні зміни: був запрошений новий головний тренер Юрій Коваль, до команди прийшли нові гравці. В підсумку «Зоря» перевиконала поставлені завдання, посівши третє місце.
В новому сезоні «Зоря» знову зіткнулася з фінансовими проблемами. Однак, незважаючи на труднощі, команда здобула малі золоті медалі, а з ними й право виступати у вищій лізі наступного сезону.
З 2006 року «Зоря» виступає в українській Прем'єр-лізі. У сезонах 2006–2007 та 2007–2008 років команда двічі посідала 11 місце.
У 2009 році після смерті президента клубу Валерія Букаєва «Зоря» знову опинилася у скрутному фінансовому становищі. 18 вересня 2009 року клуб було передано на баланс Федерації футболу Луганської області, а президентом клубу став Маноліс Пілавов. У листопаді 2009 року президентом клубу став Євген Гєллєр.

#### Під керівництвом Юрія Вернидуба

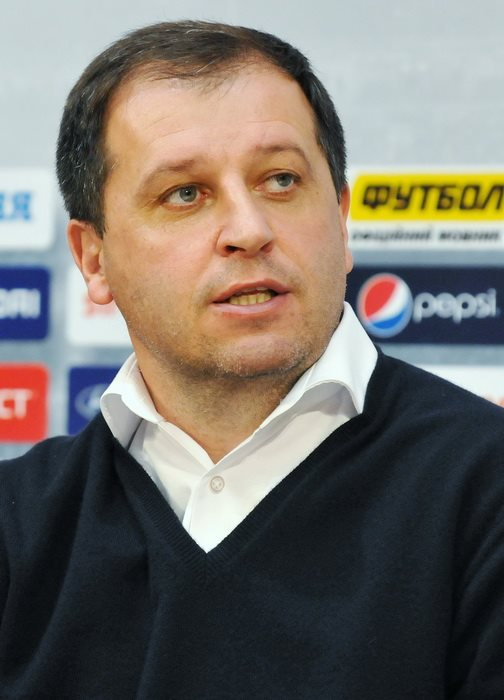
Юрій Вернидуб

У 2011 році головним тренером клубу став Юрій Вернидуб, з яким пов'язані найвищі досягнення «Зорі» у новітній історії клубу.
Вагомим досягненням клубу є перемога дублюючого складу команди у молодіжній першості сезону 2012—2013.
Сезон 2013—2014, через війну на сході України, став останнім для «Зорі» у Луганську. Останнім матчем у Луганську стала гра 27 туру чемпіонату — проти ужгородської «Говерли» 27 квітня 2014 року. Останню домашню гру «Зорі» у чемпіонаті — проти донецького «Шахтаря» було перенесено до Черкас на стадіон «Центральний». За підсумками сезону «Зоря» посіла сьоме місце.
Через війну на Донбасі клуб змушений був покинути Луганськ. З сезону 2014—2015 домашні матчі «Зоря» проводить на стадіоні «Славутич-Арена» у Запоріжжі. Домашній матч другого кваліфікаційного раунду Ліги Європи УЄФА сезону 2014—2015 проти албанського «Лачі» «Зоря» проводила у Києві на стадіоні «Оболонь-Арена». Надалі ж домашньою ареною клубу у єврокубках є київський стадіон «Динамо» імені Валерія Лобановського, проте керівництво клубу неодноразово виказувало бажання проводити єврокубкові матчі на «Славутич-Арені».
Протягом наступних двох сезонів клуб досягнув вагомого успіху у власній історії виступів у чемпіонатах незалежної України, посівши 4 місце за підсумками сезонів 2014–2015 та 2015–2016. Крім того, у розіграші Кубка України сезону 2015—2016 «Зоря» вийшла до фіналу.
Через заборону виступів в єврокубках для «Дніпра», «Зоря», посівши 4 місце, отримала можливість грати відразу в груповому етапі Ліги Європи сезону 2016—2017.
За підсумком сезону 2016–2017 клуб досяг найбільшого успіху у власній історії виступів у чемпіонатах незалежної України, здобувши бронзові нагороди; крім того, такий результат дозволив вдруге поспіль кваліфікуватись до групового етапу Ліги Європи сезону 2017—2018.

## Стадіон

### «Авангард»

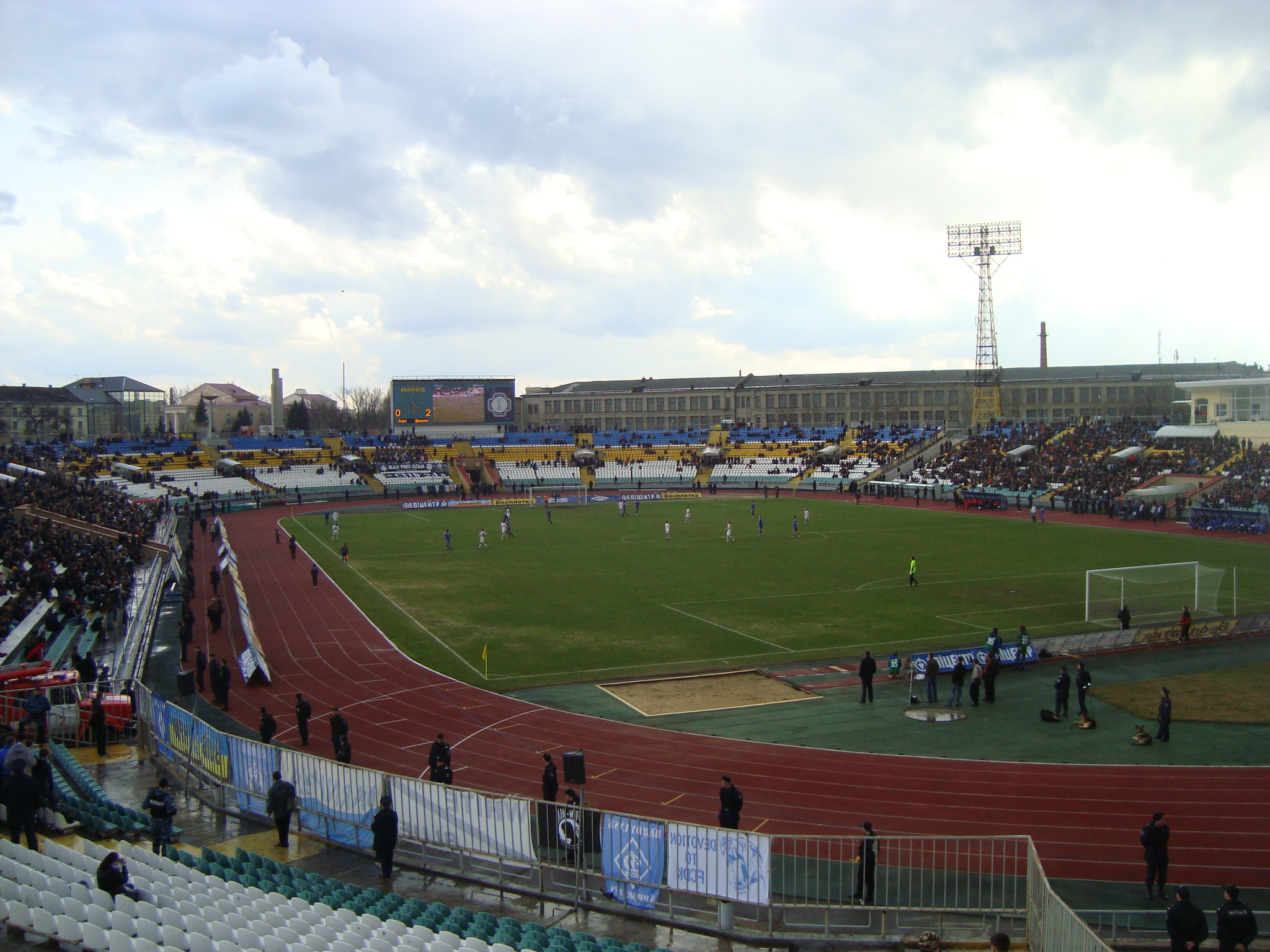
Стадіон «Авангард»

Домашні матчі чемпіонату і кубку України луганська «Зоря» проводила на стадіоні «Авангард», який здатний вмістити 22 288 глядачів; розміри поля 105 на 68 метрів. Стадіон місткістю 7 477 місць введений в експлуатацію 31 травня 1951 року. Протягом 11 років носив ім'я Климента Ворошилова, з 1962 року — «Авангард». У 2000, 2003 та 2011 роках знаходився на реконструкції. До 2000 року стадіон перебував на балансі виробничого об'єднання «Луганськтепловоз», з 2002 — в комунальній власності.
В ході реконструкції 2000 року проведено ремонт роздягалень. 2003 року було укріплено залізобетонні конструкції стадіону, проведено гідроізоляцію трибун, відремонтовано головний вхід, встановлено нові пластикові сидіння та введено в дію нове звукове обладнання. Бюджет реконструкції склав близько 10 млн гривень. У 2011 році на стадіоні було проведено заміну дренажної системи та системи освітлення, прокладено підігрів та введено в дію сучасну систему поливу. Стадіон відповідає усім вимогам ФФУ та Прем'єр-ліги.
На стадіоні розташовано кілька спортивних секцій (аеробіка, фехтування, важка атлетика, боротьба, велоспорт тощо), діє кафе, а також магазин спортивної атрибутики. На території стадіону також знаходиться мале футбольне поле з трав'яним та два зі штучним покриттям.

### Стадіони під час війни
З сезону 2014—2015 через неможливість внаслідок війни на сході України проводити домашні у Луганську, домашнім стадіоном для ігор у Чемпіонаті і Кубку України стала запорізька «Славутич-Арена» місткістю понад 11 тисяч глядачів, а для ігор у рамках Ліги Європи УЄФА сезонів 2014—2015 і 2015—2016 — київський стадіон «Динамо» імені Валерія Лобановського. Домашні матчі Ліги Європи сезону 2016—2017 «Зоря» проводила на стадіоні «Чорноморець» в Одесі. Домашні матчі Ліги Європи сезону 2017—2018 «Зоря» проводила на стадіоні «Арена Львів». Домашні матчі Ліги Європи сезону 2018—2019 «Зоря» проводить на стадіоні «Славутич-Арена».

## Уболівальники

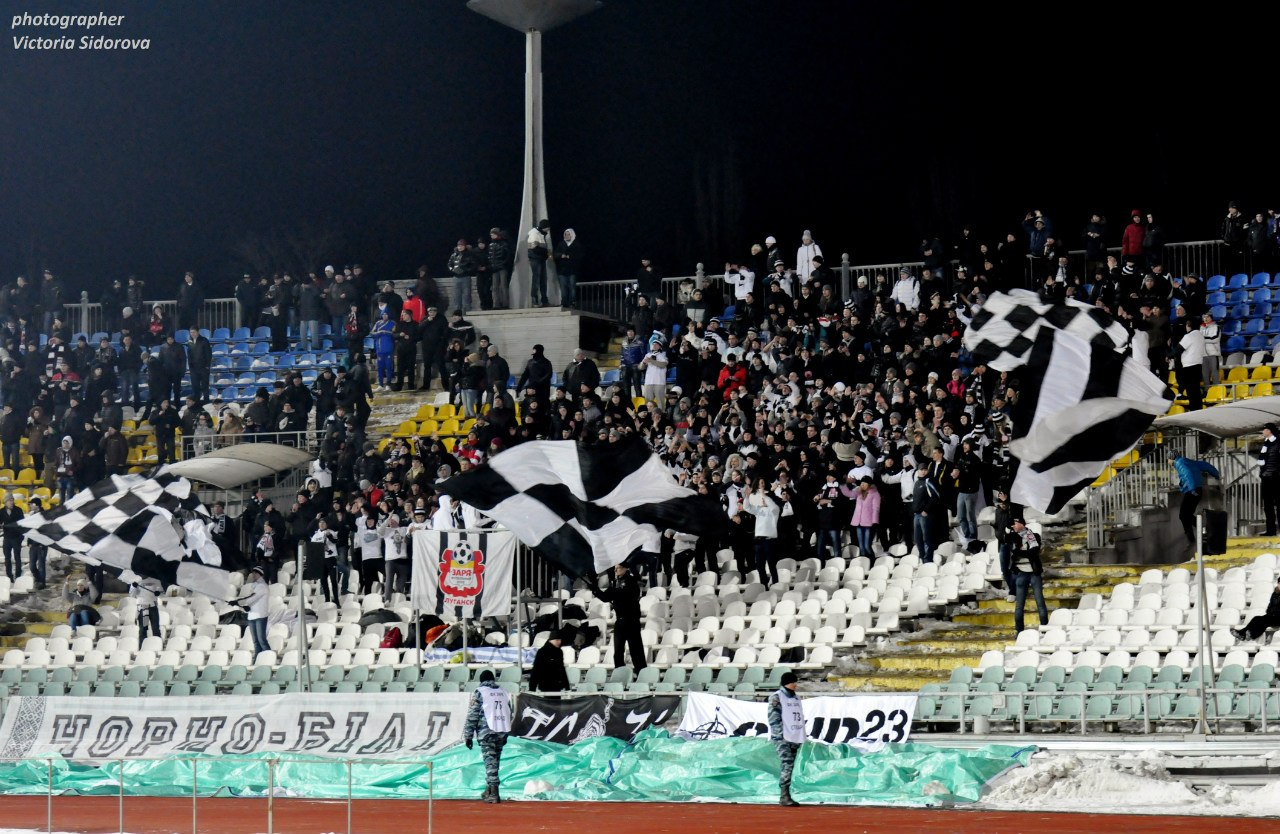
Найвідданіші фани на сьомому секторі стадіону «Авангард», 2012 рік

Згідно з опитуванням, проведеним 2013 року Київським міжнародним інститутом соціології, «Зоря» входить до десятки найпопулярніших команд України — її підтримує майже 3 % населення, зокрема близько 5 % мешканців східного регіону.
Активні вболівальники розміщувалися на сьомому секторі стадіону «Авангард». Найстаріше об'єднання фанів луганської «Зорі» — це Black-White Ultras, роком заснування якого вважається 1985 рік, коли відбувся перший офіційний виїзд луганського фан-клубу на матч у Стаханові. Крім того існували об'єднання Wild Cats та Loyals. Основною метою діяльності усіх угруповань фанів є сприяння об'єднанню усіх вболівальників клубу та організація візуальної і звукової підтримки, а також популяризація футболу.
Достатньо приязні стосунки луганські фани підтримували з фанами запорізького «Металурга», «Маріуполя» та свердловського «Шахтаря», неприятелями вважали вболівальників донецьких «Шахтаря» та «Металурга», «Ворскли», «Арсеналу» та алчевської «Сталі». З лютого 2014 року діє всеукраїнське фанатське перемир'я. Принциповим вважалося протистояння зі алчевською «Сталлю» (Луганське обласне дербі), яка нині припинила існування.

### Відвідування
Середня відвідуваність домашніх матчів «Зорі» у чемпіонаті країни:
- Чорний — вища ліга
- Сірий — перша (1984, 1987—1988, 1996/97 — 1997/98, 2003/04 — 2005/06) чи друга (1985—1986, 1989—1991, 1998/99 — 2002/03) ліга
- Від сезону 2014/15 «Зоря» проводить домашні матчі на стадіоні «Славутич-Арена» в Запоріжжі

## Поточний склад
Станом на 18 серпня 2025  року відповідно до офіційної заявки на сайті ПЛ
| №  | Поз. | Нац.                 | Гравець             |
| -- | ---- | -------------------- | ------------------- |
| 1  | ВР   | Україна              | Олександр Сапутін   |
| 4  | ЗХ   | Австрія              | Габріель Ескінья    |
| 5  | ЗХ   | Боснія і Герцеговина | Андрія Янич         |
| 6  | ПЗ   | Боснія і Герцеговина | Деян Попара         |
| 8  | ЗХ   | Україна              | Кирило Дришлюк      |
| 9  | ПЗ   | Україна              | Артем Слесар        |
| 10 | ЗХ   | Бразилія             | Жунінью             |
| 11 | НП   | Україна              | Ігор Горбач         |
| 12 | ВР   | Україна              | Микита Турбаєвський |
| 19 | ПЗ   | Україна              | Роман Саленко       |
| 20 | ПЗ   | Україна              | Андрій Маткевич     |
| 21 | ПЗ   | Хорватія             | Яков Башич          |

| №  | Поз. | Нац.     | Гравець                     |
| -- | ---- | -------- | --------------------------- |
| 22 | ПЗ   | Сербія   | Петар Мичин                 |
| 23 | ЗХ   | Україна  | Навін Малиш                 |
| 24 | ПЗ   | Україна  | Іван Головкін               |
| 28 | НП   | Україна  | Пилип Будківський (капітан) |
| 29 | ПЗ   | Україна  | Володимир Білоцерковець     |
| 31 | ВР   | Україна  | Валерій Косівський          |
| 36 | ЗХ   | Бразилія | Руан Олівейра               |
| 44 | ЗХ   | Україна  | Ігор Пердута                |
| 47 | ЗХ   | Україна  | Роман Вантух (віце-капітан) |
| 55 | ЗХ   | Бразилія | Андерсон Джордан            |
| 97 | ПЗ   | Україна  | Тимур Кораблін              |
| 99 | ПЗ   | Україна  | Владислав Вакула            |

### Юнацький склад (U-19)
Станом на 18 серпня 2025  року відповідно до офіційної заявки на сайті ПЛ
| № | Поз. | Нац.    | Гравець               |
| - | ---- | ------- | --------------------- |
|   | ВР   | Україна | Олег Сурдов           |
|   | ВР   | Україна | Ілля Черновський      |
|   | ВР   | Україна | Владислав Чудаса      |
|   | ЗХ   | Україна | Євген Бойко           |
|   | ЗХ   | Україна | Юрій Борис            |
|   | ЗХ   | Україна | Даніїл Ліщинський     |
|   | ЗХ   | Україна | Олег Строцький        |
|   | ПЗ   | Україна | Нікола Лопатін        |
|   | ПЗ   | Україна | Владислав Поплавський |
|   | ПЗ   | Україна | Микола Рибчак         |

| № | Поз. | Нац.    | Гравець            |
| - | ---- | ------- | ------------------ |
|   | ПЗ   | Україна | Максим Соломаха    |
|   | ПЗ   | Україна | Богдан Стрюк       |
|   | ПЗ   | Україна | Денис Стрюк        |
|   | ПЗ   | Україна | Андрій Шеремета    |
|   | НП   | Україна | Максим Дубина      |
|   | НП   | Україна | Сергій Каменєв     |
|   | НП   | Україна | Назарій Прийма     |
|   | НП   | Україна | Артем Третяк       |
|   | НП   | Україна | Олексій Устінов    |
|   | НП   | Україна | Станіслав Ярошенко |

## Участь в міжнародних турнірах

### Єврокубки
Луганська «Зоря» провела 4 матчі в рамках Кубку європейських чемпіонів сезону 1973—1974 року. В 1/16 фіналу розіграшу «Зоря» здолала кіпрський «АПОЕЛ» з загальним рахунком 3:0 (2:0 вдома та 1:0 на виїзді), однак, в 1/8 поступилася команді «Спартак» (Трнава) 0:1 (0:0 на виїзді та 0:1 вдома).
У сезоні 2014—2015 «Зоря» дебютувала у Лізі Європи УЄФА, проте не змогла пройти до групового етапу, покинувши турнір у раунді плей-оф кваліфікації. Наступний єврокубковий сезон 2015—2016 завершився для клубу на тій самій стадії. Уперше «Зоря» пробилася до групової стадії Ліги Європи у сезоні 2016—2017.
Cтаном на завершення сезону 2022/23:
| Турнір                            | І  | В  | Н  | П  | М     | О  |
| --------------------------------- | -- | -- | -- | -- | ----- | -- |
| Кубок європейських чемпіонів (ЛЧ) | 4  | 2  | 1  | 1  | 3-1   | 5  |
| Ліга Європи                       | 42 | 13 | 9  | 20 | 48-62 | 35 |
| Ліга конференцій                  | 14 | 5  | 2  | 7  | 16-25 | 12 |
| Загалом                           | 60 | 20 | 12 | 28 | 67-88 | 52 |

Кращий бомбардир команди в єврокубках: Руслан Маліновський — 6 голів

### Кубок 150-річчя Незалежності Бразилії
Влітку 1972 року в Бразилії проводився турнір, присвячений 150-річчю незалежності країни, на який було запрошено і збірну Радянського Союзу. Через завантаженість основних гравців збірної в міжнародних турнірах Федерація футболу СРСР вирішила відправити на турнір у вигляді збірної країни тодішню найкращу клубну команду — ворошиловградську «Зорю». Серед 19 гравців збірної СРСР 15 представляли «Зорю», по одному гравцю було викликано з московських «Спартака» і ЦСКА, київського та тбіліського «Динамо».
Збірна СРСР за результатами жеребкування опинилася в другій півфінальній групі разом зі збірними Португалії, Уругваю і Аргентини. В першому матчі проти команди Уругваю радянські футболісти здобули перемогу з мінімальним рахунком — 1:0. Два наступні матчі збірна СРСР програла з таким самим рахунком (0:1) спочатку збірній Аргентини, а потім і збірній Португалії. Таким чином, за підсумком трьох ігор радянська збірна посіла у своїй групі третє місце.

## Досягнення

### СРСР
- Чемпіонат СРСР
  -  Чемпіон (1): 1972
- Кубок СРСР
  -  Фіналіст (2): 1974, 1975
- Чемпіон СРСР Друга група клас А (1) :1966

### Україна
- Чемпіонат УРСР
  -  Чемпіон (3): 1938, 1962, 1986
- 🏆 Володар Кубка УРСР на приз ЦК лксму (1): 1962.

- Чемпіонат України/Прем'єр-ліга
  -  Бронзовий призер (4): 2016/17, 2019/20, 2020/21, 2022/23

- Кубок України
  -  Фіналіст (2): 2015/16, 2020/21

- Перша ліга
  -  Переможець (1): 2005/06
  -  Третє місце (1): 2004/05
- Друга ліга
  -  Переможець (1): 2002/03
  -  Друге місце (1): 1998/99
  -  Третє місце (1): 1999/00
- Молодіжний чемпіонат
  -  Чемпіон (1): 2012/13
  -  Віце-чемпіон (1): 2011/12

### Командні призи
- «За справедливу гру»: 1967[45].
- «Справедливої гри»: 1976 (весна), 1978, 1979[46].
- «Великого рахунку»: 1972[47].
- Федерації футболу СРСР: 1972[48].
- Приз редакції журналу «Старт»: 1972[48].
- «За найкращу різницю м'ячів»: 1972[49].
- «Кубок прогресу»: 1972[50].
- «За найкрасивіший гол»: 1973 (Володимир Онищенко)[48].
- «Рубіновий кубок»: 1962, 1989[48].

## Усі сезони

### СРСР

#### Чемпіонат СРСР
| Сезон        | Ліга                                         | І  | В  | Н  | П  | МЗ | МП | О  | Місце (Команд) |
| ------------ | -------------------------------------------- | -- | -- | -- | -- | -- | -- | -- | -------------- |
| 1957         | Клас «Б» (перша зона)                        | 34 | 6  | 10 | 18 | 18 | 55 | 22 | 16 (18)        |
| 1958         | Клас «Б» (друга зона)                        | 30 | 12 | 10 | 8  | 35 | 26 | 34 | 6 (16)         |
| 1959         | Клас «Б» (п'ята зона)                        | 26 | 15 | 3  | 8  | 55 | 31 | 33 | 4 (14)         |
| 1960         | Клас «Б» (друга зона)                        | 36 | 19 | 9  | 8  | 69 | 40 | 47 | 3 (19)         |
| 1961         | Клас «Б» (друга зона)                        | 36 | 22 | 7  | 7  | 56 | 23 | 51 | 2 (19)         |
| 1962         | Клас «Б» (третя зона)                        | 24 | 14 | 5  | 5  | 52 | 22 | 33 | 1 (19)         |
| 1962         | Фінальний турнір класу «Б»                   | 10 | 6  | 4  | 0  | 22 | 11 | 16 | 1 (6)          |
| 1963         | Клас «А» (друга група)                       | 34 | 15 | 11 | 8  | 41 | 26 | 41 | 5 (18)         |
| 1964         | Попередній турнір класу «А» (перша підгрупа) | 24 | 9  | 10 | 5  | 25 | 14 | 28 | 4 (13)         |
| 1964         | Турнір за 1-14 місця класу «А»               | 26 | 6  | 11 | 9  | 16 | 18 | 23 | 11 (14)        |
| 1965         | Попередній турнір класу «А» (друга підгрупа) | 30 | 14 | 12 | 4  | 36 | 23 | 40 | 2 (16)         |
| 1965         | Турнір за 1-16 місця класу «А»               | 30 | 12 | 9  | 9  | 33 | 29 | 33 | 7 (16)         |
| 1966         | Попередній турнір класу «А» (друга підгрупа) | 34 | 16 | 12 | 6  | 33 | 15 | 44 | 1 (18)         |
| 1966         | Фінальний турнір класу «А»                   | 4  | 2  | 2  | 0  | 4  | 1  | 6  | 1 (3)          |
| 1967         | Вища ліга                                    | 36 | 8  | 13 | 15 | 27 | 42 | 29 | 16 (19)        |
| 1968         | Вища ліга                                    | 38 | 10 | 13 | 15 | 23 | 41 | 33 | 13 (20)        |
| 1969         | Попередній турнір вищої ліги                 | 18 | 6  | 5  | 7  | 19 | 16 | 17 | 5 (10)         |
| 1969         | Турнір за 1-14 місця                         | 26 | 5  | 9  | 12 | 21 | 30 | 19 | 11 (14)        |
| 1970         | Вища ліга                                    | 32 | 10 | 14 | 8  | 27 | 25 | 34 | 5 (17)         |
| 1971         | Вища ліга                                    | 30 | 11 | 11 | 8  | 29 | 23 | 33 | 4 (16)         |
| 1972         | Вища ліга                                    | 30 | 15 | 10 | 5  | 52 | 30 | 40 | Чемпіон        |
| 1973         | Вища ліга                                    | 30 | 14 | 6  | 10 | 38 | 26 | 29 | 7 (16)         |
| 1974         | Вища ліга                                    | 30 | 8  | 10 | 12 | 32 | 41 | 26 | 14 (16)        |
| 1975         | Вища ліга                                    | 30 | 10 | 11 | 9  | 32 | 37 | 31 | 9 (16)         |
| 1976 (весна) | Вища ліга                                    | 15 | 2  | 4  | 9  | 9  | 24 | 8  | 16 (16)        |
| 1976 (осінь) | Вища ліга                                    | 15 | 6  | 2  | 7  | 12 | 17 | 14 | 12 (16)        |
| 1977         | Вища ліга                                    | 30 | 8  | 12 | 10 | 28 | 24 | 28 | 9 (16)         |
| 1978         | Вища ліга                                    | 30 | 9  | 8  | 13 | 38 | 44 | 26 | 9 (16)         |
| 1979         | Вища ліга                                    | 34 | 6  | 11 | 17 | 41 | 62 | 20 | 17 (18)        |
| 1980         | Перша ліга                                   | 46 | 19 | 8  | 19 | 68 | 60 | 46 | 10 (24)        |
| 1981         | Перша ліга                                   | 46 | 16 | 13 | 17 | 44 | 53 | 44 | 15 (24)        |
| 1982         | Перша ліга                                   | 42 | 19 | 9  | 14 | 65 | 52 | 47 | 6 (22)         |
| 1983         | Перша ліга                                   | 42 | 14 | 11 | 17 | 66 | 67 | 39 | 13 (22)        |
| 1984         | Перша ліга                                   | 42 | 13 | 11 | 18 | 54 | 61 | 37 | 20 (22)        |
| 1985         | Друга ліга (шоста група), попередній турнір  | 26 | 11 | 7  | 8  | 37 | 25 | 29 | 6 (14)         |
| 1985         | Турнір за 1-14 місця                         | 40 | 14 | 10 | 16 | 46 | 40 | 38 | 13 (14)        |
| 1986         | Друга ліга (шоста група), попередній турнір  | 26 | 13 | 8  | 5  | 40 | 26 | 34 | 2 (14)         |
| 1986         | Турнір за 1-14 місця                         | 40 | 25 | 10 | 5  | 69 | 35 | 60 | 1 (14)         |
| 1987         | Перша ліга                                   | 42 | 13 | 15 | 14 | 46 | 60 | 38 | 16 (22)        |
| 1988         | Перша ліга                                   | 42 | 11 | 10 | 21 | 44 | 59 | 32 | 20 (22)        |
| 1989         | Друга ліга (шоста зона)                      | 52 | 27 | 14 | 11 | 94 | 59 | 68 | 4 (27)         |
| 1990         | Буферна зона (західна група)                 | 42 | 20 | 9  | 13 | 72 | 44 | 49 | 7 (22)         |
| 1991         | Буферна зона (західна група)                 | 42 | 26 | 5  | 11 | 69 | 34 | 57 | 2 (22)         |

#### Кубок СРСР
| Сезон   | І               | В               | Н               | П               | МЗ              | МП              | О               | Етап            |
| ------- | --------------- | --------------- | --------------- | --------------- | --------------- | --------------- | --------------- | --------------- |
| 1957    | 2               | 0               | 1               | 1               | 2               | 7               | 1               | 1/64            |
| 1958    | 2               | 1               | 0               | 1               | 8               | 5               | 2               | 1/128           |
| 1959/60 | 1               | 0               | 0               | 1               | 1               | 3               | 0               | 1/64            |
| 1961    | не брала участі | не брала участі | не брала участі | не брала участі | не брала участі | не брала участі | не брала участі | не брала участі |
| 1962    | 2               | 1               | 0               | 1               | 3               | 3               | 2               | 1/128           |
| 1963    | 1               | 0               | 0               | 1               | 0               | 1               | 0               | 1/32            |
| 1964    | 2               | 1               | 0               | 1               | 5               | 2               | 2               | 1/16            |
| 1965    | 1               | 0               | 0               | 1               | 0               | 1               | 0               | 1/64            |
| 1965/66 | 1               | 0               | 0               | 1               | 0               | 3               | 0               | 1/64            |
| 1966/67 | 2               | 0               | 1               | 1               | 1               | 3               | 1               | 1/16            |
| 1967/68 | 3               | 2               | 0               | 1               | 6               | 3               | 4               | 1/4             |
| 1969    | 1               | 0               | 0               | 1               | 0               | 2               | 0               | 1/16            |
| 1970    | 4               | 3               | 0               | 1               | 4               | 4               | 6               | 1/8             |
| 1971    | 4               | 2               | 1               | 1               | 5               | 2               | 5               | 1/8             |
| 1972    | 2               | 0               | 2               | 0               | 0               | 0               | 2               | 1/16            |
| 1973    | 6               | 4               | 0               | 2               | 6               | 4               | 8               | 1/4             |
| 1974    | 9               | 5               | 1               | 3               | 15              | 12              | 11              | Фінал           |
| 1975    | 5               | 2               | 2               | 1               | 4               | 3               | 6               | Фінал           |
| 1976    | 2               | 1               | 0               | 1               | 2               | 2               | 2               | 1/8             |
| 1977    | 4               | 3               | 0               | 1               | 6               | 2               | 6               | 1/2             |
| 1978    | 4               | 1               | 2               | 1               | 3               | 3               | 4               | 1/8             |
| 1979    | 5               | 0               | 1               | 4               | 5               | 16              | 1               | Група           |
| 1980    | 5               | 1               | 2               | 2               | 6               | 8               | 4               | Група           |
| 1981    | 5               | 1               | 2               | 2               | 6               | 7               | 4               | Група           |
| 1982    | 5               | 1               | 2               | 2               | 7               | 10              | 4               | Група           |
| 1983    | 1               | 0               | 0               | 1               | 0               | 2               | 0               | 1/32            |
| 1984    | 1               | 0               | 0               | 1               | 1               | 2               | 0               | 1/32            |
| 1984/85 | 1               | 0               | 0               | 1               | 2               | 3               | 0               | 1/64            |
| 1985/86 | 1               | 0               | 0               | 1               | 1               | 2               | 0               | 1/64            |
| 1987/88 | 1               | 0               | 0               | 1               | 2               | 3               | 0               | 1/64            |
| 1988/89 | 1               | 0               | 1               | 0               | 2               | 2               | 1               | 1/64            |
| 1989/90 | 2               | 1               | 0               | 1               | 1               | 1               | 2               | 1/32            |
| 1990/91 | 1               | 0               | 0               | 1               | 0               | 2               | 0               | 1/64            |
| 1991/92 | 2               | 1               | 0               | 1               | 0               | 5               | 2               | 1/32            |

#### Бомбардири
| Сезон        | Ім'я                                 | М'ячі |
| ------------ | ------------------------------------ | ----- |
| 1939         | Петро Юрченко                        | 11    |
| 1957         | Олександр Гулевський                 | 8     |
| 1958         | Анатолій Родін                       | 9     |
| 1959         | Олександр Гулевський                 | 18    |
| 1960         | Олександр Гулевський                 | 29    |
| 1961         | Володимир Швець                      | 10    |
| 1962         | Євгеній Волченков                    | 23    |
| 1963         | Валентин Гришин                      | 12    |
| 1964         | Валентин Гришин, Євгеній Волченков   | 8     |
| 1965         | Владислав Проданець                  | 13    |
| 1966         | Кирило Доронін                       | 7     |
| 1967         | Олег Сергеєв                         | 8     |
| 1968         | Анатолій Шакун, Борис Стрельцов      | 3     |
| 1969         | Анатолій Шакун                       | 9     |
| 1970         | Анатолій Лисаковський, Йожеф Сабо    | 6     |
| 1971         | В'ячеслав Семенов                    | 7     |
| 1972         | Володимир Онищенко                   | 10    |
| 1973         | Віктор Кузнецов                      | 9     |
| 1974         | Анатолій Куксов                      | 8     |
| 1975         | Юрій Єлісєєв                         | 7     |
| 1976 (весна) | Анатолій Куксов                      | 3     |
| 1976 (осінь) | Юрій Єлісєєв                         | 4     |
| 1977         | В'ячеслав Семенов                    | 7     |
| 1978         | Віктор Кузнецов                      | 8     |
| 1979         | Юрій Колесніков                      | 11    |
| 1980         | Олександр Малишенко, Анатолій Куксов | 12    |
| 1981         | Анатолій Куксов                      | 9     |
| 1982         | Олександр Малишенко, Юрій Бобков     | 15    |
| 1983         | Олександр Малишенко                  | 20    |
| 1984         | Юрій Колесніков                      | 14    |
| 1985         | Тимерлан Гусейнов                    | 9     |
| 1986         | Юрій Ярошенко                        | 22    |
| 1987         | Юрій Авдеєнко, Федір Сорока          | 8     |
| 1988         | Олександр Малишенко                  | 17    |
| 1989         | Віктор Карачун                       | 28    |
| 1990         | Юрій Беличенко                       | 16    |
| 1991         | Олександр Севідов                    | 18    |

#### Найбільші перемоги
- Клас «Б»: 7:0 («Колгоспник» Полтава, 1960; «Нафтовик» Дрогобич, 1962)
- Клас «А»: 4:0 (СКА Новосибірськ, 1964; «Авангард» Харків, 1965; «Локомотив» Вінниця, 1966)
- Вища ліга СРСР: 5:1 («Шахтар» Донецьк, 1970), 4:0 («Арарат» Єреван, 1972; «Крила Рад» Куйбишев, 1977; «Зеніт» Ленінград, 1978)
- Перша ліга СРСР: 7:0 («Зірка» Джиззак, 1982)
- Друга ліга СРСР: 7:0 («Стахоновець» Стаханов, 1985)
- Буферна зона: 7:0 («Ширак» Ленінакан, 1990)
- Кубок СРСР: 4:0 (СКА Новосибірськ, 1964; «Кайрат» Алмати, 1974)

#### Найбільші поразки
- Клас «Б»: 0:5 («Хімік» Ярославль, 1957)
- Клас «А»: 0:5 («Жальгіріс» Вільнюс, 1965)
- Вища ліга СРСР: 0:6 («Динамо» Москва, 1976)
- Перша ліга СРСР: 0:5 («Зірка» Джиззак, 1982; «Спартак» Орджонікідзе, 1987)
- Друга ліга СРСР: 1:5 (СКА Одеса, 1989)
- Буферна зона: 0:3 («Нива» Вінниця, 1990; «Дніпро» Могильов, 1990)
- Кубок СРСР: 0:5 («Динамо» Тбілісі, 1979; «Спартак» Нальчик, 1991)

#### Статистика виступів
| Ліга                     | У  | І    | В   | Н   | П   | МЗ   | МП   | О    |
| ------------------------ | -- | ---- | --- | --- | --- | ---- | ---- | ---- |
| Клас «Б»                 | 6  | 200  | 96  | 49  | 55  | 312  | 211  | 241  |
| Клас «А»                 | 4  | 156  | 67  | 56  | 33  | 171  | 104  | 190  |
| Вища ліга                | 13 | 412  | 125 | 135 | 152 | 416  | 469  | 385  |
| Перша ліга               | 7  | 302  | 105 | 77  | 120 | 387  | 412  | 287  |
| Друга ліга               | 3  | 136  | 69  | 34  | 33  | 217  | 138  | 172  |
| Буферна зона другої ліги | 2  | 84   | 46  | 14  | 24  | 141  | 78   | 106  |
| Загалом:                 | 35 | 1290 | 508 | 365 | 417 | 1644 | 1412 | 1381 |

### Україна

#### Чемпіонат України
| Сезон   | Ліга                      | І  | В  | Н  | П  | МЗ | МП | О  | Місце (Команд) |
| ------- | ------------------------- | -- | -- | -- | -- | -- | -- | -- | -------------- |
| 1992    | Вища ліга, друга підгрупа | 18 | 6  | 5  | 7  | 23 | 23 | 17 | 7 (10)         |
| 1992/93 | Вища ліга                 | 30 | 10 | 4  | 16 | 26 | 46 | 24 | 15 (16)        |
| 1993/94 | Вища ліга                 | 34 | 10 | 6  | 18 | 24 | 46 | 26 | 14 (18)        |
| 1994/95 | Вища ліга                 | 34 | 10 | 5  | 19 | 35 | 70 | 35 | 16 (18)        |
| 1995/96 | Вища ліга                 | 34 | 4  | 4  | 26 | 16 | 80 | 16 | 18 (18)        |
| 1996/97 | Перша ліга                | 46 | 16 | 5  | 25 | 57 | 83 | 53 | 20 (24)        |
| 1997/98 | Перша ліга                | 42 | 11 | 6  | 25 | 43 | 84 | 39 | 19 (22)        |
| 1998/99 | Друга ліга                | 26 | 18 | 2  | 6  | 55 | 17 | 56 | 2 (14)         |
| 1999/00 | Друга ліга                | 26 | 17 | 2  | 7  | 42 | 21 | 53 | 3 (14)         |
| 2000/01 | Друга ліга                | 30 | 15 | 5  | 10 | 49 | 35 | 50 | 5 (16)         |
| 2001/02 | Друга ліга                | 34 | 15 | 6  | 13 | 61 | 51 | 51 | 9 (18)         |
| 2002/03 | Друга ліга                | 28 | 23 | 2  | 3  | 62 | 17 | 71 | 1 (15)         |
| 2003/04 | Перша ліга                | 34 | 8  | 13 | 13 | 28 | 42 | 37 | 15 (18)        |
| 2004/05 | Перша ліга                | 34 | 19 | 9  | 6  | 54 | 21 | 66 | 3 (18)         |
| 2005/06 | Перша ліга                | 34 | 27 | 6  | 1  | 74 | 13 | 87 | 1 (18)         |
| 2006/07 | Вища ліга                 | 30 | 9  | 7  | 14 | 23 | 43 | 34 | 11 (16)        |
| 2007/08 | Вища ліга                 | 30 | 9  | 4  | 17 | 24 | 43 | 31 | 11 (16)        |
| 2008/09 | Прем'єр-ліга              | 30 | 8  | 7  | 15 | 29 | 45 | 31 | 13 (16)        |
| 2009/10 | Прем'єр-ліга              | 30 | 7  | 7  | 16 | 23 | 47 | 28 | 13 (16)        |
| 2010/11 | Прем'єр-ліга              | 30 | 7  | 9  | 14 | 28 | 40 | 30 | 12 (16)        |
| 2011/12 | Прем'єр-ліга              | 30 | 6  | 8  | 16 | 34 | 58 | 26 | 13 (16)        |
| 2012/13 | Прем'єр-ліга              | 30 | 10 | 7  | 13 | 32 | 43 | 37 | 10 (16)        |
| 2013/14 | Прем'єр-ліга              | 28 | 11 | 9  | 8  | 35 | 30 | 42 | 7 (16)         |
| 2014/15 | Прем'єр-ліга              | 26 | 13 | 6  | 7  | 40 | 31 | 45 | 4 (14)         |
| 2015/16 | Прем'єр-ліга              | 26 | 14 | 6  | 6  | 51 | 26 | 48 | 4 (14)         |
| 2016/17 | Прем'єр-ліга              | 32 | 16 | 6  | 10 | 45 | 31 | 54 | 3 (12)         |
| 2017/18 | Прем'єр-ліга              | 32 | 11 | 10 | 11 | 44 | 44 | 43 | 4 (12)         |
| 2018/19 | Прем'єр-ліга              | 32 | 11 | 10 | 11 | 39 | 34 | 43 | 5 (12)         |
| 2019/20 | Прем'єр-ліга              | 32 | 17 | 7  | 8  | 50 | 29 | 58 | 3 (12)         |
| 2020/21 | Прем'єр-ліга              | 26 | 15 | 5  | 6  | 44 | 22 | 50 | 3 (14)         |
| 2021/22 | Прем'єр-ліга              | 18 | 11 | 3  | 4  | 37 | 19 | 36 | 4 (16)         |
| 2022/23 | Прем'єр-ліга              | 30 | 21 | 4  | 5  | 64 | 31 | 67 | 3 (16)         |
| 2023/24 | Прем'єр-ліга              | 30 | 7  | 11 | 12 | 29 | 37 | 32 | 10 (16)        |
| 2024/25 | Прем'єр-ліга              | 30 | 12 | 4  | 14 | 34 | 39 | 40 | 7 (16)         |

#### Кубок України
| Сезон   | І               | В               | Н               | П               | МЗ              | МП              | О               | Етап            |
| ------- | --------------- | --------------- | --------------- | --------------- | --------------- | --------------- | --------------- | --------------- |
| 1992    | 2               | 1               | 0               | 1               | 4               | 3               | 2               | 1/16            |
| 1992/93 | 4               | 2               | 0               | 2               | 6               | 7               | 4               | 1/8             |
| 1993/94 | 4               | 1               | 1               | 2               | 5               | 10              | 3               | 1/8             |
| 1994/95 | 2               | 0               | 1               | 1               | 1               | 3               | 1               | 1/16            |
| 1995/96 | 1               | 0               | 0               | 1               | 0               | 2               | 0               | 1/16            |
| 1996/97 | 1               | 0               | 0               | 1               | 0               | 5               | 0               | 1/32            |
| 1997/98 | 4               | 2               | 1               | 1               | 6               | 3               | 5               | 1/32            |
| 1998/99 | 6               | 2               | 3               | 1               | 5               | 9               | 7               | 1/32            |
| 1999/00 | не брала участі | не брала участі | не брала участі | не брала участі | не брала участі | не брала участі | не брала участі | не брала участі |
| 2000/01 | не брала участі | не брала участі | не брала участі | не брала участі | не брала участі | не брала участі | не брала участі | не брала участі |
| 2001/02 | 2               | 1               | 0               | 1               | 1               | 3               | 2               | Перший етап     |
| 2002/03 | 1               | 0               | 0               | 1               | 1               | 4               | 0               | 1/32            |
| 2003/04 | 2               | 1               | 0               | 1               | 4               | 6               | 2               | 1/16            |
| 2004/05 | 2               | 1               | 0               | 1               | 4               | 2               | 2               | 1/16            |
| 2005/06 | відмова         | відмова         | відмова         | відмова         | відмова         | відмова         | відмова         | відмова         |
| 2006/07 | 2               | 1               | 0               | 1               | 1               | 1               | 2               | 1/16            |
| 2007/08 | 1               | 0               | 0               | 1               | 0               | 2               | 0               | 1/16            |
| 2008/09 | 2               | 1               | 0               | 1               | 2               | 2               | 2               | 1/8             |
| 2009/10 | 1               | 0               | 0               | 1               | 0               | 5               | 0               | 1/16            |
| 2010/11 | 3               | 2               | 1               | 0               | 3               | 1               | 5               | 1/4             |
| 2011/12 | 3               | 2               | 0               | 1               | 5               | 2               | 4               | 1/4             |
| 2012/13 | 1               | 0               | 1               | 0               | 1               | 1               | 1               | 1/16            |
| 2013/14 | 1               | 0               | 0               | 1               | 1               | 3               | 0               | 1/16            |
| 2014/15 | 5               | 2               | 1               | 2               | 5               | 5               | 5               | 1/4             |
| 2015/16 | 8               | 5               | 1               | 2               | 18              | 5               | 11              | Фінал           |
| 2016/17 | 1               | 0               | 0               | 1               | 2               | 5               | 1               | 1/8             |
| 2017/18 | 1               | 0               | 0               | 1               | 3               | 4               | 0               | 1/8             |
| 2018/19 | 3               | 1               | 1               | 1               | 3               | 3               | 3               | 1/2             |
| 2019/20 | 1               | 0               | 1               | 0               | 1               | 1               | 1               | 1/8             |
| 2020/21 | 4               | 2               | 1               | 1               | 4               | 3               | 5               | Фінал           |
| Разом   | 68              | 27              | 13              | 28              | 86              | 102             | 67              |                 |

Бомбардири в Кубку України: Олександр Севідов — 5, Олександр Караваєв — 4, Джаба Ліпартія, Пилип Будківський, Едуард Мор — по 3 гола

#### Бомбардири
| Сезон     | Ім'я | М'ячі |
| --------- | --- | ----- |
| 1992      | Тимерлан Гусейнов | 11    |
| 1992/93   | Тимерлан Гусейнов | 8     |
| 1993/94   | Олексій Коробченко | 8     |
| 1994/95   | Олексій Коробченко | 9     |
| 1995/96   | Олексій Коробченко | 5     |
| 1996/97   | Ігор Шопін | 10    |
| 1997/98   | Ігор Шопін | 11    |
| 1998/99   | Олександр Чалмаєв, Юрій Целих                                                                                                   | 12    |
| 1999/00   | Ілля Галюза | 6     |
| 2000/01   | Руслан Педченко | 10    |
| 2001/02   | Євгеній Симбирєв | 10    |
| 2002/03   | Дмитро Мащенко, Ігор Литвинов                                                                                                   | 11    |
| 2003/04   | Олександр Воскобойник, Олексій Якименко                                                                                         | 4     |
| 2004/05   | Олексій Якименко | 12    |
| 2005/06   | Вадим Кирилов | 14    |
| 2006/07   | Вадим Кирилов, Микита Каменюка, Геннадій Зубов, Дмитро Воробей, Мірко Буневчивіч, Валентин Платонов, Олег Онищенко, Флавіо Діас | 2     |
| 2007/08   | Дмитро Бровкін | 4     |
| 2008/09   | Паріт Джихані | 10    |
| 2009/10   | Тарас Лазарович | 7     |
| 2010/11   | Тарас Лазарович | 5     |
| 2011/12   | Джаба Ліпартія | 5     |
| 2012/13   | Ілля Галюза, Данило де Олівейра                                                                                                 | 6     |
| 2013/14   | Яннік Болі | 12    |
| 2014/15   | Желько Любенович, Пилип Будківський                                                                                             | 8     |
| 2015/2016 | Пилип Будківський | 14    |
| 2016/2017 | Еммануель Денніс | 6     |
| 2017/2018 | Іурі Фрейтас | 11    |
| 2018/2019 | Олександр Караваєв | 8     |
| 2019/2020 | Богдан Лєднєв | 11    |
| 2020/21   | Олександр Гладкий | 9     |
| 2021/22   | Аллах'яр Сайядманеш | 7     |
| 2022/23   | Назарій Русин | 13    |
| 2023/24   | Едуардо Герреро | 9     |

#### Найбільші перемоги
- Вища ліга України (Прем'єр-ліга): 6:0 («Металург» Запоріжжя, 2015)
- Перша ліга України: 6:0 («Дніпро» Черкаси, 1996; ЦСКА Київ, 2004; «Спартак» Суми, 2005)
- Друга Ліга України: 7:1 («Десна» Чернігів, 2002), 6:0 («Торпедо» Запоріжжя, 2001; Ворскла-2 Полтава, 1998; ВВС Краматорськ, 1998; «Авангард» Ровеньки, 1999; «Адомс» Кременчук, 2001)
- Кубок України: 4:1 («Південьсталь» Єнакієве, 1997), 3:0 («Волинь» Луцьк, 1992)

#### Найбільші поразки
- Вища ліга України (Прем'єр-ліга): 0:6 («Металіст» Харків, 1992; «Дніпро» Дніпропетровськ, 1995)
- Перша ліга України: 0:6 (Динамо-2 Київ, 1997; «Сталь» Алчевськ, 1998)
- Друга Ліга України: 0:6 (Ворскла-2 Полтава, 2001)
- Кубок України: 0:7 («Сталь» Алчевськ, 1998)

#### Статистика виступів
| Ліга                     | У  | І    | В   | Н   | П   | МЗ   | МП   | О    |
| ------------------------ | -- | ---- | --- | --- | --- | ---- | ---- | ---- |
| Вища ліга (Прем'єр-ліга) | 23 | 672  | 242 | 150 | 280 | 792  | 921  | 634  |
| Перша ліга               | 5  | 190  | 81  | 39  | 70  | 256  | 243  | 201  |
| Друга ліга               | 5  | 144  | 88  | 17  | 39  | 269  | 141  | 193  |
| Загалом:                 | 33 | 1006 | 452 | 206 | 389 | 1317 | 1305 | 1110 |

### Ювілейні матчі
| № матчу | Дата              | Місце           | Суперник                | Рахунок        | Голи в складі «Зорі»                              |
| ------- | ----------------- | --------------- | ----------------------- | -------------- | ------------------------------------------------- |
| 1       | 12 травня 1938    | Дніпропетровськ | «Сталь» Дніпропетровськ | 1:0            | Гоцелюк                                           |
| 100     | 3 липня 1959      | Горький         | «Торпедо» Горький       | 1:2            | Олександр Гулевський                              |
| 200     | 7 липня 1962      | Краматорськ     | «Авангард» Краматорськ  | 3:2            | В'ячеслав Першин—2, Валерій Галустов              |
| 300     | 25 квітня 1965    | Луганськ        | «Даугава»               | 3:1            | Ігор Балаба, Ігор Греков, Владислав Проданець     |
| 400     | 28 серпня 1967    | Єреван          | «Арарат»                | 0:2            |                                                   |
| 500     | 13 липня 1970     | Ворошиловград   | «Пахтакор»              | 1:0            | В'ячеслав Семенов                                 |
| 600     | 15 вересня 1973   | Ворошиловград   | «Торпедо» Москва        | 0:0 (пен. 5:2) |                                                   |
| 700     | 2 травня 1977     | Ворошиловград   | «Шахтар» Донецьк        | 0:0            |                                                   |
| 800     | 12 травня 1980    | Ворошиловград   | СКА Одеса               | 3:0            | Анатолій Оленєв, Анатолій Куксов, Валерій Зубенко |
| 900     | 12 липня 1982     | Смоленськ       | «Іскра» Смоленськ       | 0:2            |                                                   |
| 1000    | 23 вересня 1984   | Хабаровськ      | СКА Хабаровськ          | 1:1            | Юрій Бобков                                       |
| 1100    | 3 травня 1987     | Ворошиловград   | «Котайк»                | 1:0            | Сергій Ярмолич                                    |
| 1200    | 26 червня 1989    | Тернопіль       | «Нива» Тернопіль        | 1:3            | Юрій Ярошенко                                     |
| 1300    | 12 вересня 1991   | Полтава         | «Ворскла»               | 0:1            |                                                   |
| 1400    | 15 серпня 1994    | Луганськ        | «Темп»                  | 2:0            | Олексій Коробченко, Михайло Поцхверія             |
| 1500    | 11 травня 1997    | Луганськ        | «Верес»                 | 3:0            | Едуард Мор, Микола Різун, Михайло Олефіренко (аг) |
| 1600    | 3 червня 2000     | Кременчук       | «Кремінь»               | 2:0            | Дмитро Мащенко, Руслан Педченко                   |
| 1700    | 29 серпня 2003    | Красилів        | «Красилів-Оболонь»      | 1:3            | Сергій Козюберда                                  |
| 1800    | 19 серпня 2006    | Луганськ        | «Динамо» Київ           | 1:2            | Вадим Кирилов                                     |
| 1900    | 29 листопада 2009 | Луганськ        | «Чорноморець»           | 0:1            |                                                   |
| 2000    | 13 квітня 2013    | Донецьк         | «Шахтар» Донецьк        | 0:3            |                                                   |
| 2100    | 20 березня 2016   | Київ            | «Динамо» Київ           | 0:1            |                                                   |
| 2200    | 19 травня 2019    | Запоріжжя       | «Шахтар» Донецьк        | 0:1            |                                                   |

## Символіка

### Емблеми клубу

Стара емблема ФК «Зоря» (Ворошиловград)
Емблема ФК «Зоря» (Ворошиловград)
Емблема ФК «Зоря» (1964—1970, 1990—1991)
Емблема ФК «Зоря-МАЛС» (1992—1996)
Емблема ФК Зоря (1997-2000)

Емблема ФК «Зоря» до 85-річчя (2008)
Емблема ФК «Зоря» (2000—2010)
Емблема ФК «Зоря» (2010—2023)
Сучасна емблема (з 2023)

### Гімн клубу
Гімн клубу написаний російською мовою. Автором слів є відомий луганський поет Володимир Спектор, автором музики — композитор Родіон Дерій.

## Тренери

### Список головних тренерів
| - Іван Кладько (1936—1939) - Олександр Абрамов (січень—вересень 1957) - Олексій Водягін (вересень 1957—грудень 1959) - Михайло Антоневич (січень—липень 1960) - Григорій Балаба (серпень 1960—грудень 1961) - Герман Зонін (січень 1962—травень 1964) - Олександр Алпатов (травень—грудень 1964) - Костянтин Бєсков (січень—грудень 1965) - Євгеній Горянський (січень 1966—грудень 1967) - Віктор Гурєєв (січень 1968—вересень 1969) - Герман Зонін (вересень 1969—грудень 1972) - Всеволод Блінков (січень 1973—червень 1974) - Євген Пестов (червень—грудень 1974) - Юрій Захаров (січень—грудень 1975) - Євген Пестов (січень—грудень 1976) - Йожеф Сабо (січень—грудень 1977) - Юрій Захаров (січень 1978—грудень 1979) - Вадим Добіжа (січень 1980—грудень 1981) - Юрій Ращупкін (січень 1982—грудень 1983) - Олег Базилевич (січень—грудень 1984) - Олександр Журавльов (січень—грудень 1985) - Вадим Добіжа (січень 1986—липень 1988) - Анатолій Байдачний (липень 1988—грудень 1989) - Віктор Носов (січень—серпень 1990) - / Анатолій Куксов (серпень 1990—червень 1993) - Анатолій Шакун (червень 1993—квітень 1994) - Володимир Кобзарєв (квітень—листопад 1994) - Анатолій Коршиков (листопад 1994—червень 1995) | - Олександр Журавльов (червень—грудень 1995) - Віктор Аристов (червень—грудень 1996) - Олександр Шакун (січень—грудень 1997) - Вадим Добіжа (січень 1998—квітень 2000) - Юрій Єлісєєв (квітень—грудень 2000) - Сергій Погодін (січень—грудень 2001) - Юрій Єлісєєв (березень—червень 2002) - Володимир Кобзарєв (липень 2002—серпень 2003) - Олексій Чистяков (серпень—жовтень 2003) - Юрій Севастьянов (вересень 2003) - Олександр Довбій (жовтень 2003—червень 2004) - Юрій Коваль (липень 2004—серпень 2006) - Юрій Малигін (в.о., серпень 2006) - Володимир Безсонов (серпень—листопад 2006) - Юрій Малигін (в.о., листопад 2006—січень 2007) - Олександр Косевич (січень 2007—березень 2008) - Анатолій Волобуєв (березень 2008—травень 2009) - Юрій Дудник (в.о., травень—вересень 2009) - Юрій Коваль (вересень—грудень 2009) - Анатолій Чанцев (грудень 2009—листопад 2011) - Юрій Вернидуб (в.о. з грудня 2011, травень 2012—травень 2019) - Віктор Скрипник (3 червня 2019 — 28 червня 2022) - Патрік ван Леувен (28 червня 2022 — 2 липня 2023) - Ненад Лалатович (4 липня — 27 серпня 2023) - Младен Бартулович (в.о. з 27 серпня 2023) |

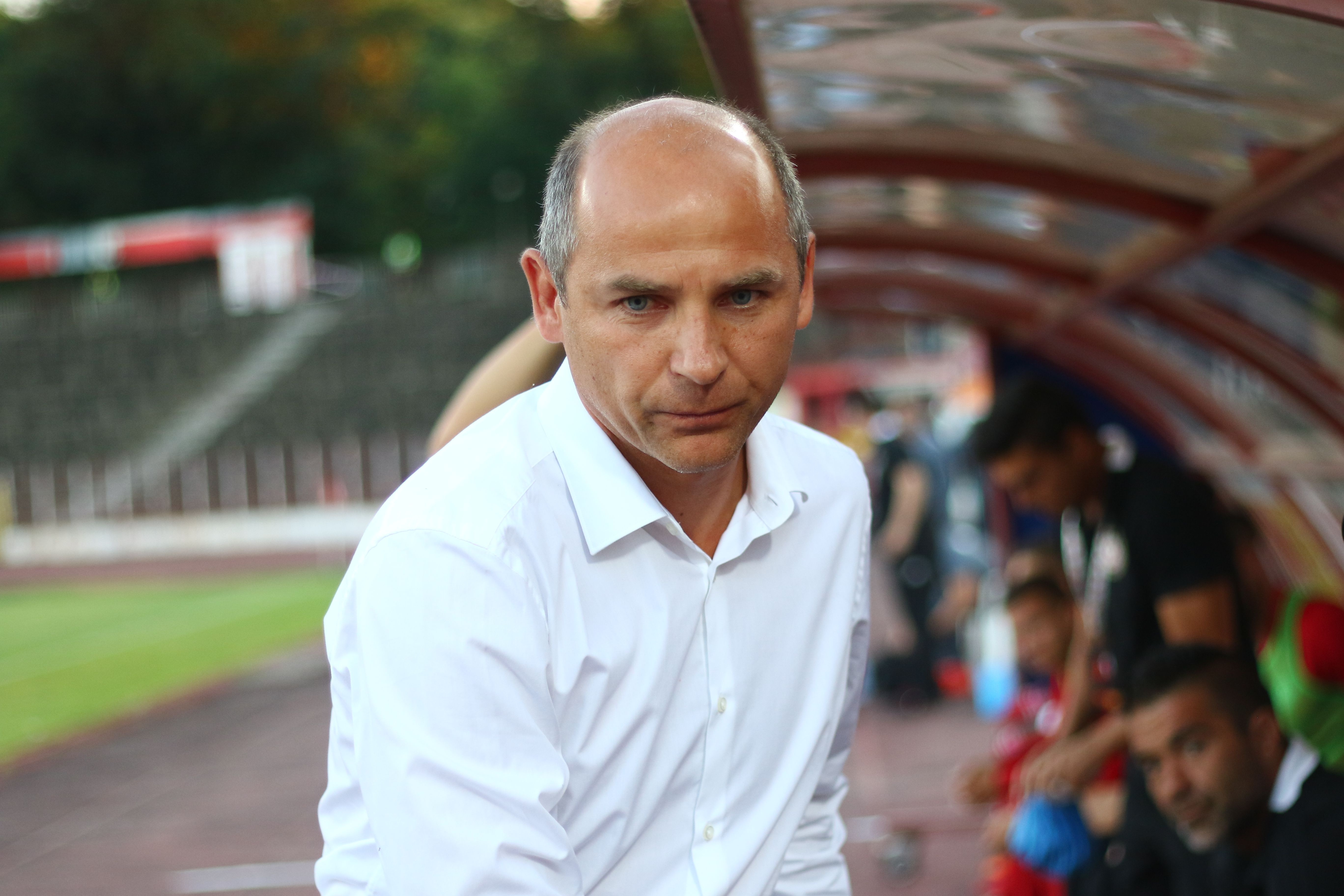
Головний тренер команди у 2019—2022 роках Віктор Скрипник

### Тренери з найбільшою кількістю матчів
Нижче наведено 10 головних тренерів, що провели на тренерській роботі в «Зорі» найбільше матчів станом на початок сезону 2021/22.
| №  | Тренер             | І   | В   | Н  | П  | ГЗ  | ГП  | Найкращі результат            |
| -- | ------------------ | --- | --- | -- | -- | --- | --- | ----------------------------- |
| 1  | Вадим Добіжа       | 259 | 114 | 55 | 90 | 358 | 331 | 10 з 24 (Перша ліга 1987)     |
| 2  | Юрій Вернидуб      | 219 | 90  | 59 | 70 | 310 | 262 | 3 з 12 (Прем'єр ліга 2016/17) |
| 3  | Герман Зонін       | 178 | 77  | 62 | 39 | 241 | 149 | Чемпіон СРСР (1972)           |
| 4  | Анатолій Куксов    | 105 | 52  | 18 | 35 | 154 | 117 | 7 з 10 (Вища ліга 1992)       |
| 5  | Юрій Захаров       | 94  | 25  | 30 | 39 | 111 | 143 | 9 з 16 (Вища ліга 1975, 1978) |
| 6  | Юрій Ращупкін      | 84  | 33  | 20 | 31 | 131 | 119 | 6 з 22 (Перша ліга 1982)      |
| 7  | Юрій Коваль        | 81  | 48  | 18 | 15 | 137 | 55  | Чемпіон (Перша ліга 2004/05)  |
| 8  | Анатолій Байдачний | 78  | 34  | 20 | 24 | 119 | 93  | 20 з 22 (Перша ліга 1988)     |
| 9  | Євгеній Горянський | 74  | 26  | 27 | 21 | 64  | 58  | 16 з 19 (Вища ліга 1967)      |
| 10 | Олексій Водягін    | 65  | 29  | 17 | 19 | 95  | 68  | 4 з 14 (Клас «Б» 1959)        |

## Футболісти
У складі «Зорі» виступала низка відомих радянських та українських футболістів, як-от: Йожеф Сабо, Володимир Онищенко, Анатолій Куксов, Михайло Фоменко, Тимерлан Гусейнов, Геннадій Зубов, Олег Шелаєв, Володимир Єзерський, Руслан Маліновський, Андрій Лунін. За луганську команду виступали відомі нині тренери Ігор Гамула та Олег Кононов. Вихованцями клубу є таку гравці, як Сергій Юран та Олександр Заваров.
15 гравців луганської «Зорі» виступали за збірну Радянського союзу на турнірі, присвяченому 150-річчю незалежності Бразилії. Крім того Юрій Єлісєєв, Анатолій Куксов, Володимир Онищенко та В'ячеслав Семенов у складі олімпійської збірної СРСР здобули бронзові медалі Літніх Олімпійських ігор 1972 року.
Володимир Онищенко став срібним призером Чемпіонату Європи 1972 року.
За версією порталу Football.ua найкращим футболістом «Зорі» усіх часів став Анатолій Куксов, другим є Олександр Журавльов, третім — Олександр Ткаченко.
Повний список виглядає наступним чином:
1. Анатолій Куксов
2. Олександр Журавльов
3. Олександр Ткаченко
4. Юрій Єлісєєв
5. Віктор Кузнецов
6. Валерій Галустов
7. Володимир Малигін
8. Микола Пінчук
9. Анатолій Шульженко
10. Юрій Васенін
11. Володимир Абрамов
12. В'ячеслав Семенов
13. Олександр Малишенко
14. Володимир Онищенко
15. Юрій Колесников
16. Михайло Форкаш
17. Ігор Балаба
18. Віталій Тарасенко
19. Юрій Ярошенко
20. Олексій Коробченко
21. Сергій Ярмолич
22. Олександр Гулевський
23. Тимерлан Гусейнов
24. Сергій Кузнецов
25. Сергій Морозов
26. Юрій Рабочий
27. Віктор Стульчин
28. Олег Волотек
29. Владислав Глухарьов
30. Володимир Микитин
31. Володимир Кобзарєв
32. Андрій Нікітін
33. Олександр Ігнатенко
34. Ігор Фокін
35. Юрій Ращупкін
36. Сергій Андрєєв
37. Олександр Заваров
38. Олександр Севідов
39. Сергій Шкляр
40. Федір Сорока
41. Анатолій Шакун
42. Олександр Сорокалет
43. Ігор Гамула
44. Леонід Клюєв
45. Василь Євсєєв
46. Володимир Бєдний
47. Олександр Котенко
48. Сергій Юран
49. Геннадій Литвинов
50. Володимир Старков

Окрім вихованців українського футболу кольори «Зорі» захищали вихідці з інших країн. За час існування клубу в його складі виступало понад 70 гравців із 24 держав світу. Найбільше легіонерів представляли Грузію (11 гравців) та Росію (10 гравців).

Олександр Заваров
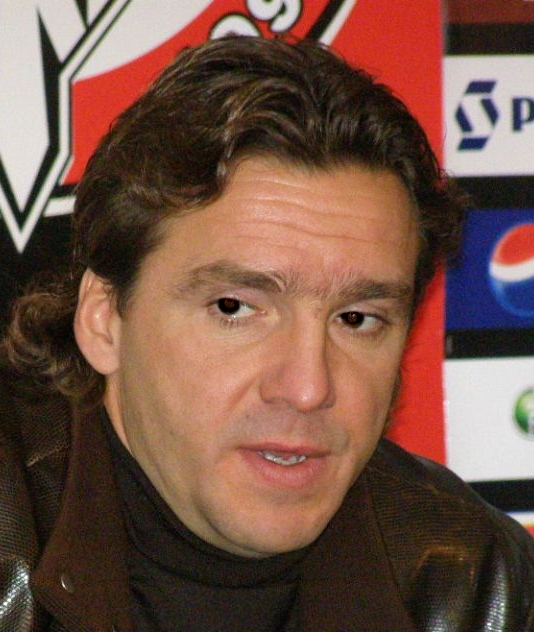
Сергій Юран
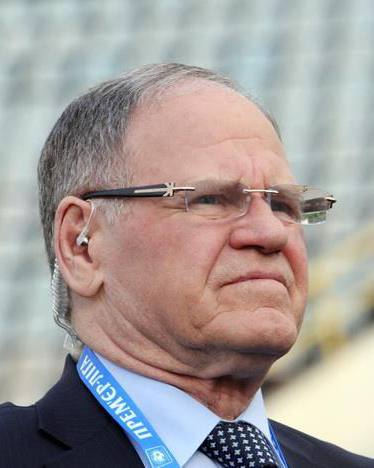
Йожеф Сабо
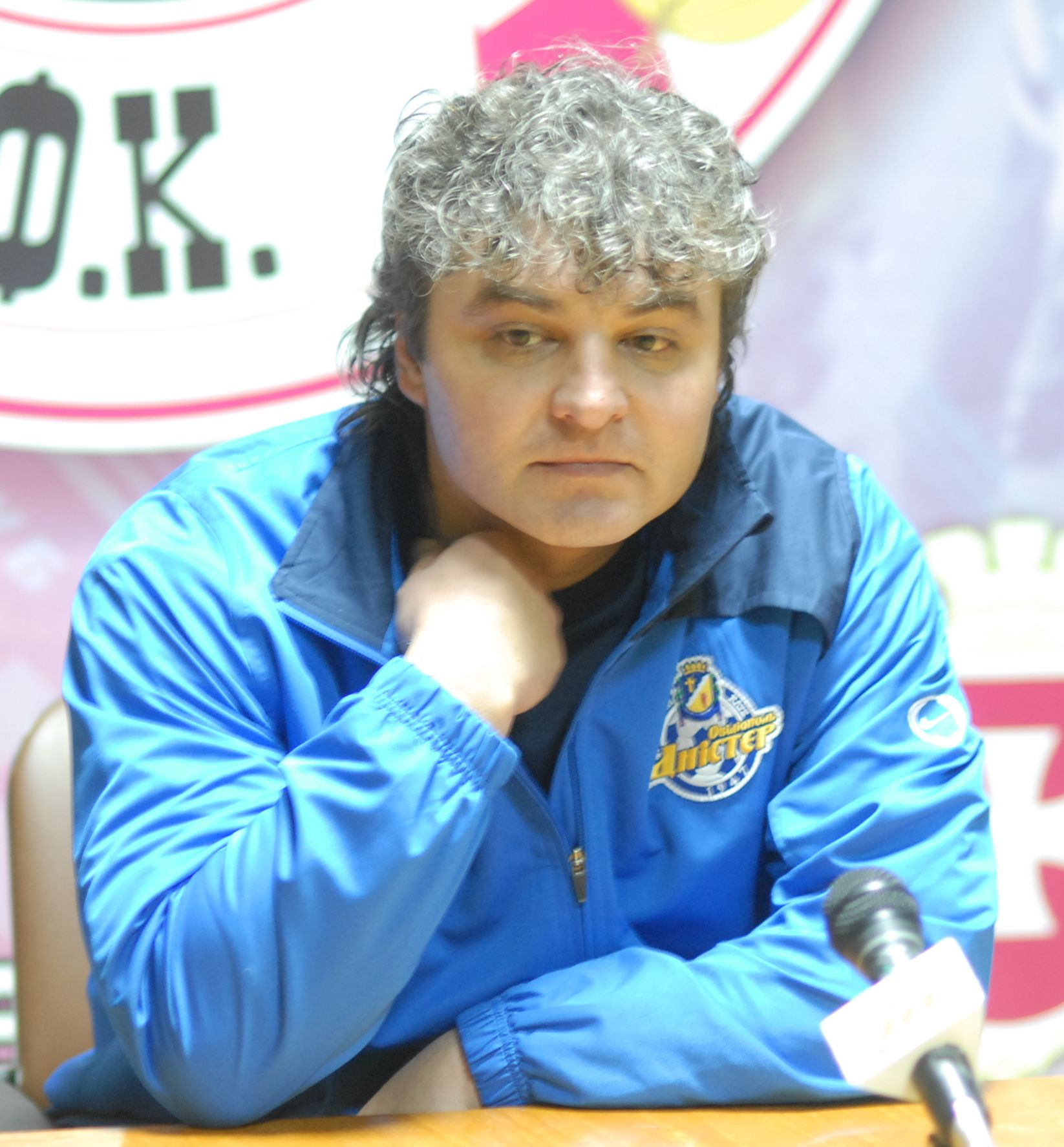
Тимерлан Гусейнов
Володимир Онищенко
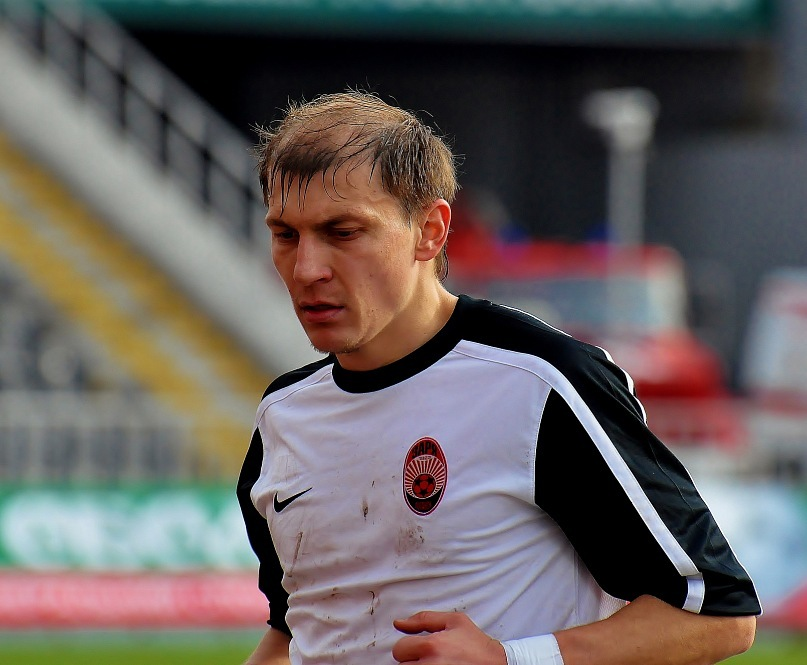
Микита Каменюка
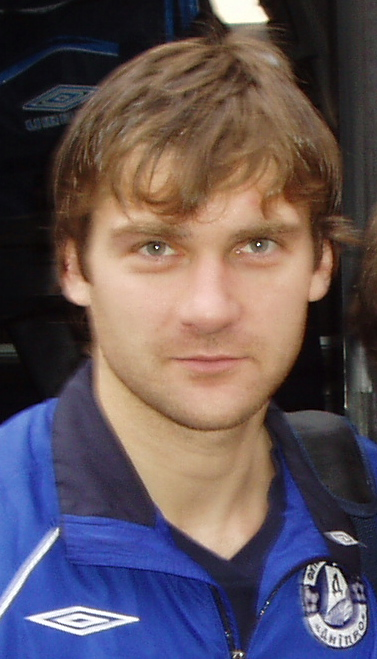
Олег Шелаєв
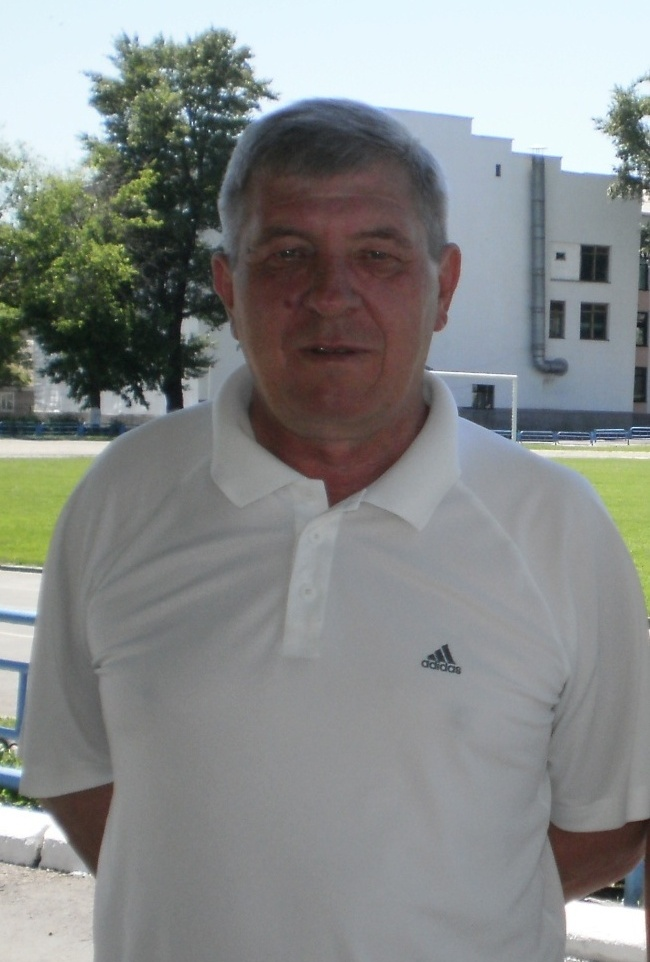
Анатолій Куксов

### Футболісти-учасники міжнародних змагань
| Рік  | Турнір                  | Гравці                                                            |
| ---- | ----------------------- | ----------------------------------------------------------------- |
| 1972 | Олімпійські ігри        | Юрій Єлісєєв Анатолій Куксов Володимир Онищенко В'ячеслав Семенов |
| 1972 | Чемпіонат Європи        | Володимир Онищенко                                                |
| 2011 | Чемпіонат Європи (U-21) | Максим Білий                                                      |
| 2014 | Чемпіонат світу         | Тоні Шуніч                                                        |
| 2016 | Чемпіонат Європи        | Пилип Будківський Олександр Караваєв Микита Шевченко              |
| 2024 | Кубок Америки           | Едуардо Герреро                                                   |
| 2024 | Олімпійські ігри        | Арсеній Батагов                                                   |

## Рекордсмени

### Гравці з найбільшою кількістю голів
| №  | Футболіст            | Період                                | Чемпіонат | Кубок | Єврокубки | Загалом |
| -- | -------------------- | ------------------------------------- | --------- | ----- | --------- | ------- |
| 1  | Олександр Малишенко  | 1978—1980, 1982—1985, 1988—1991, 1996 | 121       | 3     | 0         | 124     |
| 2  | Анатолій Куксов      | 1969—1985                             | 89        | 7     | 1         | 97      |
| 3  | Юрій Колесніков      | 1977—1988, 1990—1992                  | 81        | 7     | 0         | 88      |
| 4  | Тимерлан Гусейнов    | 1985—1986, 1989—1990, 1992—1993       | 66        | 2     | 0         | 68      |
| 5  | Олександр Гулевський | 1957—1961                             | 61        | 0     | 0         | 61      |
| 6  | Віктор Кузнецов      | 1968—1979                             | 40        | 10    | 1         | 51      |
| 7  | Юрій Ярошенко        | 1982-1990                             | 47        | 1     | 0         | 48      |
| 8  | Ігор Балаба          | 1960—1968                             | 42        | 2     | 0         | 44      |
| 9  | Юрій Єлісєєв         | 1970—1977                             | 36        | 7     | 0         | 43      |
| 10 | Євгеній Волченков    | 1961—1964                             | 40        | 1     | 0         | 41      |

### Гравці з найбільшою кількістю матчів
| №  | Футболіст           | Період                                | Чемпіонат | Кубок | Єврокубки | Загалом |
| -- | ------------------- | ------------------------------------- | --------- | ----- | --------- | ------- |
| 1  | Анатолій Куксов     | 1969—1985                             | 424       | 89    | 4         | 517     |
| 2  | Юрій Колесніков     | 1977—1988, 1990—1992                  | 382       | 81    | 0         | 461     |
| 3  | Олександр Ткаченко  | 1967—1978, 1981—1984, 1986, 1987      | 370       | 33    | 4         | 407     |
| 4  | Олександр Журавльов | 1965—1979                             | 316       | 34    | 2         | 352     |
| 5  | Микита Каменюка     | 2003-2007, 2008—2020                  | 314       | 20    | 16        | 350     |
| 6  | Олександр Малишенко | 1978—1980, 1982—1985, 1988—1991, 1996 | 318       | 18    | 0         | 336     |
| 7  | Віталій Тарасенко   | 1982—1990                             | 323       | 10    | 0         | 333     |
| 8  | Валерій Галустов    | 1959—1968                             | 328       | 4     | 0         | 332     |
| 9  | Віктор Кузнецов     | 1968—1979                             | 318       | 42    | 4         | 364     |
| 10 | Юрій Ярошенко       | 1982—1990                             | 315       | 11    | 0         | 326     |